# Robert Hugh Benson
Robert Hugh Benson AFSC, KC*SG, KGCHS (Berkshire, 18 de novembro de 1871 – Salford, 19 de outubro de 1914) foi um sacerdote anglicano inglês, que, em 1903, foi recebido na Igreja Católica, na qual foi ordenado sacerdote em 1904. Ele foi um prolífico escritor de ficção e escreveu o romance distópico Lord of the World (O Senhor do Mundo). Sua produção abrangeu ficção histórica, de terror e científica, ficção contemporânea, histórias infantis, peças de teatro, apologética, obras devocionais e artigos. Ele continuou sua carreira de escritor ao mesmo tempo em que progredia através da hierarquia para se tornar um Capelão, em 1911, e, posteriormente, intitulado Monsenhor.

## Início da vida
Benson era o filho mais novo de Edward White Benson (Arcebispo da Cantuária) e sua esposa, Mary Sidgwick Benson, além de irmão mais novo de Edward Frederic Benson e A. C. Benson.
Benson estudou no Eton College e, em seguida, os clássicos e teologia no Trinity College, de 1890 a 1893.
Enquanto jovem, Benson percebeu que não se sentia propenso para o casamento. Ele rejeitou a ideia como "bastante inconcebível" para ele e sentiu sua vocação o levar para o sacerdócio anglicano. Em 1895, Benson foi ordenado sacerdote na Igreja Anglicana por seu pai, que era o então Arcebispo de Canterbury.

## Carreira
Depois que seu pai morreu subitamente em 1896, Benson foi enviado em uma viagem para o Oriente Médio para recuperar sua própria saúde. Lá, começou a questionar o status da Igreja da Inglaterra e a considerar as declarações da Igreja Católica. Sua piedade começou a tender em direção à tradição da Alta Igreja, e ele começou a explorar a vida religiosa em várias comunidades anglicanas, obtendo eventualmente permissão para ingressar na Comunidade da Ressurreição.
Benson fez sua profissão como um membro da comunidade em 1901, no momento em que ele não pensava em deixar a Igreja Anglicana. Conforme continuava seus estudos e começava a escrever, no entanto, ele tornou-se mais e mais desconfortável com sua própria posição doutrinária, e, em 11 de setembro de 1903, foi recebido na Igreja Católica. Ele foi premiado com o Líder de Honra da Ordem do Santo Sepulcro.
Benson foi ordenado padre católico em 1904 e enviado para Cambridge. Ele continuou sua carreira de escritor, juntamente com o seu ministério sacerdotal.

## Romancista
Como seus irmãos, Edward Frederic Benson ("Fred") e Christopher Arthur Benson, Robert escreveu muitas histórias de terror, bem como histórias infantis e ficção histórica. Sua ficção de terror estão colecionadas em The Light Invisible (A Luz Invisível) e A Mirror of Shallott (Um Espelho de Shallot). Seu romance, Lord of the World (O Senhor do Mundo), é geralmente considerado como um dos primeiros romances modernos distópicos.

## Capelania do Vaticano
Benson foi nomeado Camareiro Papal para o Papa Pio X em 1911 e, consequentemente, denominado como Monsenhor.

## Morte e legado
Benson morreu em 1914, em Salford, onde estava pregando em uma missão. Ele tinha 42 anos. A seu pedido, foi sepultado no pomar de Hare Street House, sua casa na aldeia de Hertfordshire de Hare Street.
Uma capela, dedicada a São Hugo, foi construída sobre o local. Benson deixou a casa para a Igreja Católica como retiro rural para o Arcebispo de Westminter. A igreja na cidade vizinha de Buntingford, que ele ajudou a financiar, é dedicada a São Ricardo de Chichester, mas também conhecido como a Igreja Memorial de Benson.

## Galeria

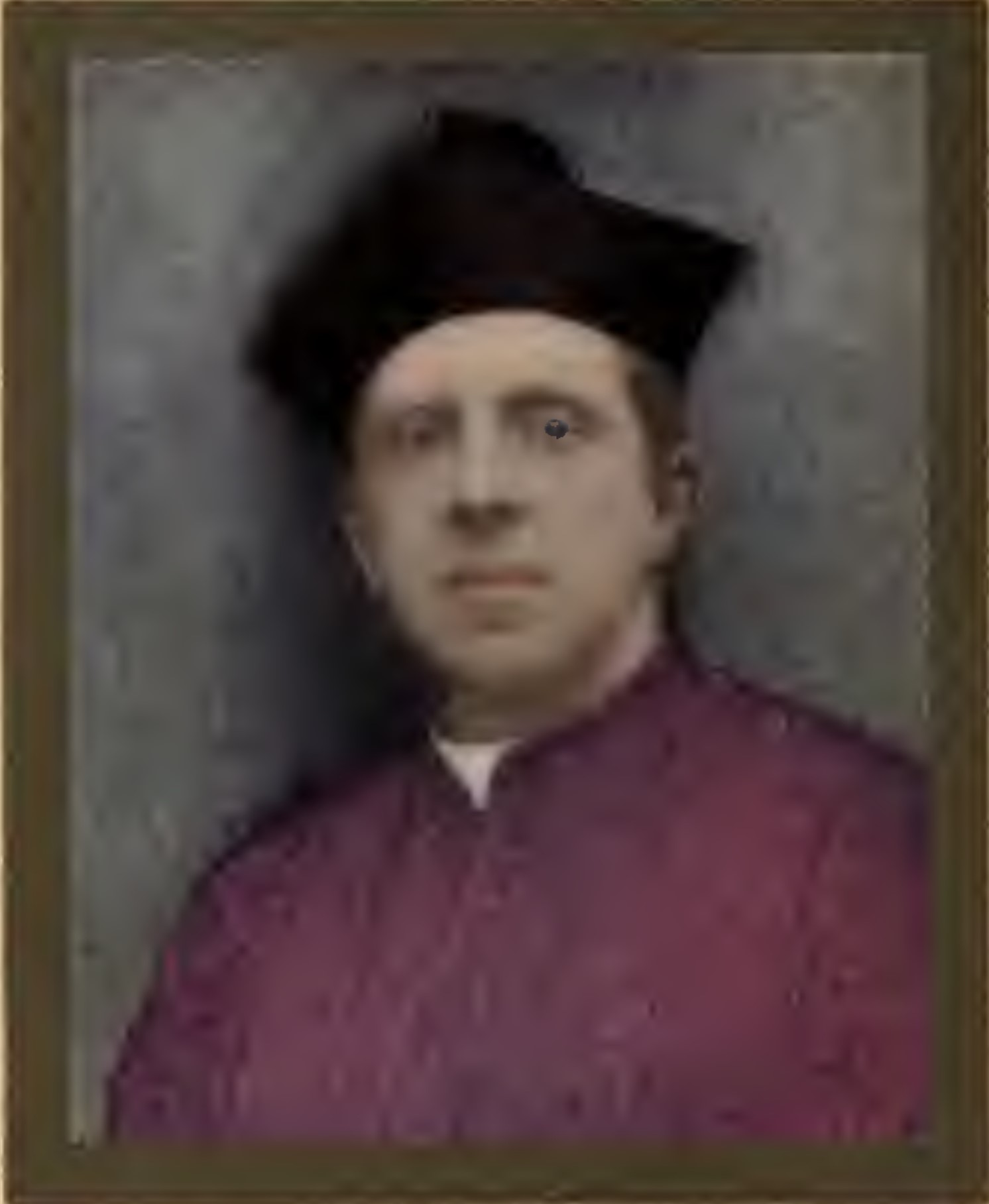
Retrato Colorido de Robert Hugh Benson
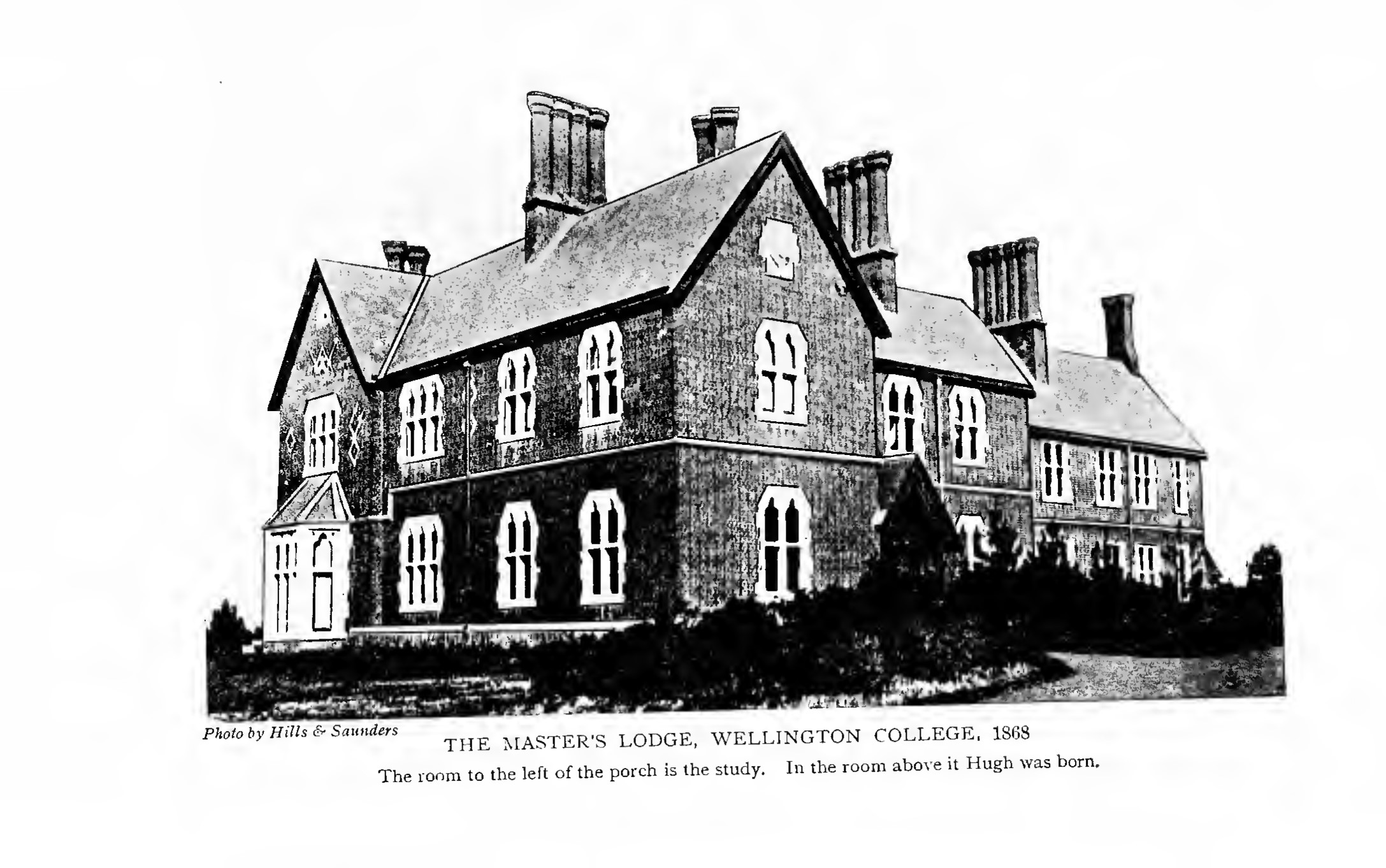
Local de nascimento de Robert Hugh Benson. Do livro "Hugh, Memoirs of a Brother" ("Hugh, Memórias de um Irmão")
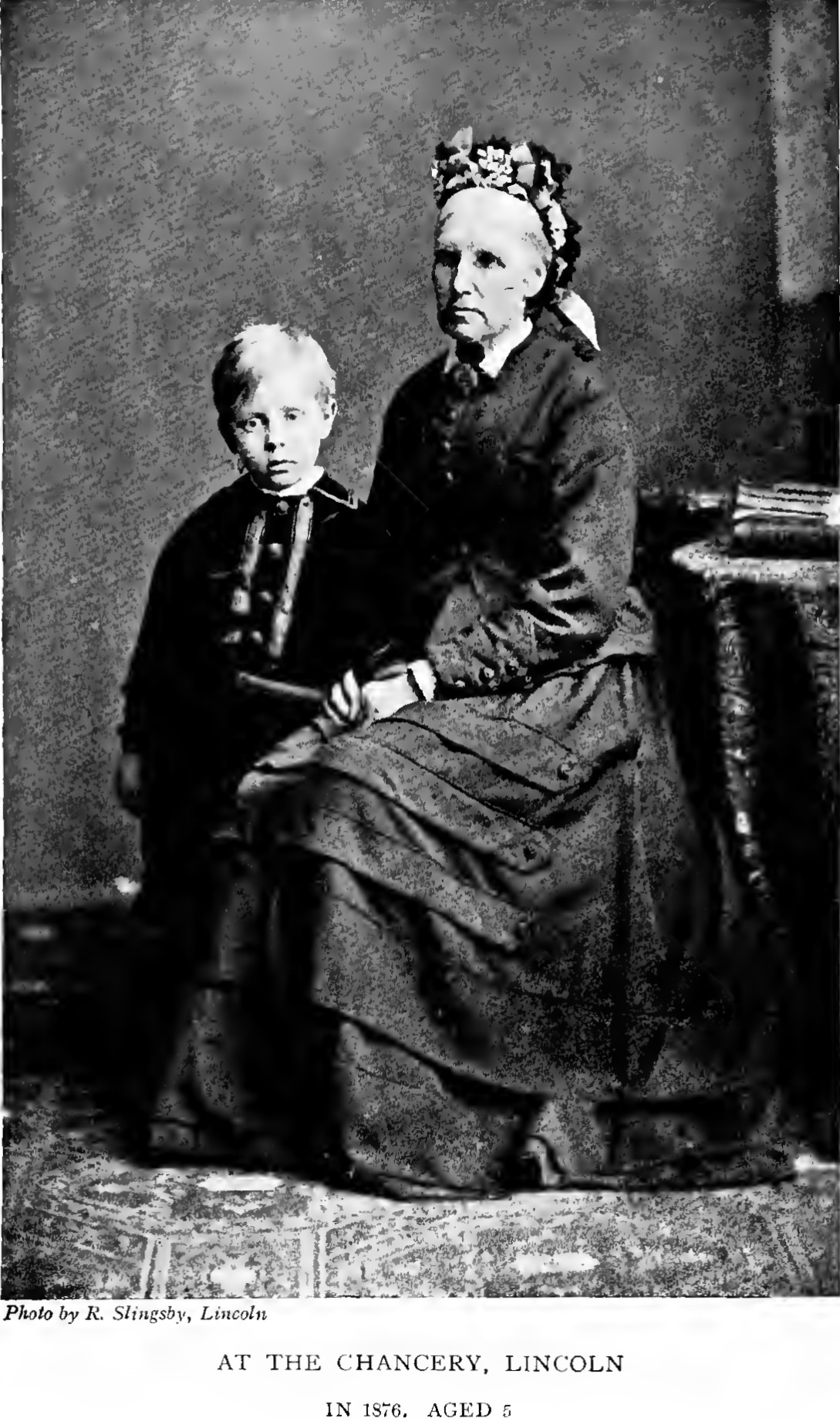
Robert Hugh Benson e Beth em Chancery, Lincoln, em 1876, com 5 anos. Do livro "Hugh, Memoirs of a Brother" ("Hugh, Memórias de um Irmão").
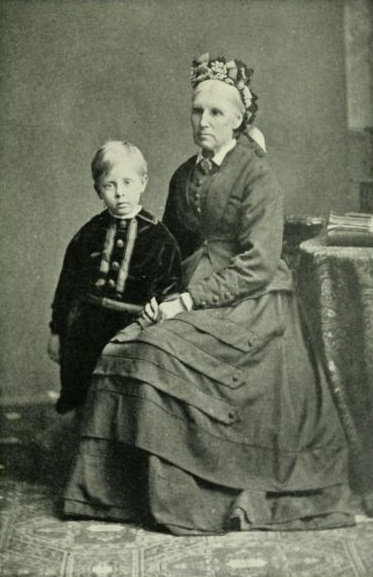
Benson, com 5 anos, por R. Slingsby, 1876
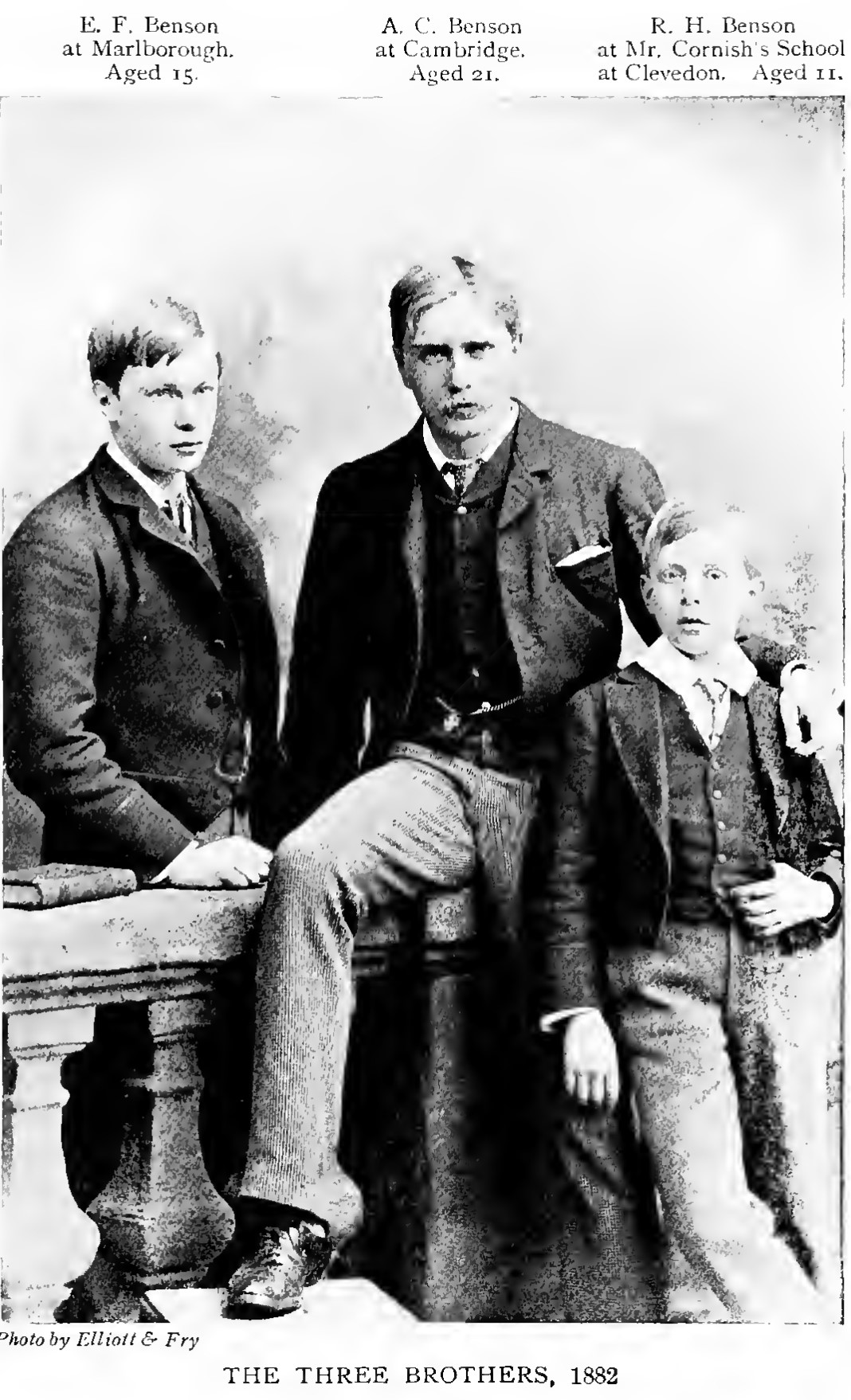
A. C. Benson, R. H. Benson, e E. F. Benson, 1882. Do livro "Hugh, Memoirs of a Brother" ("Hugh, Memórias de um Irmão")
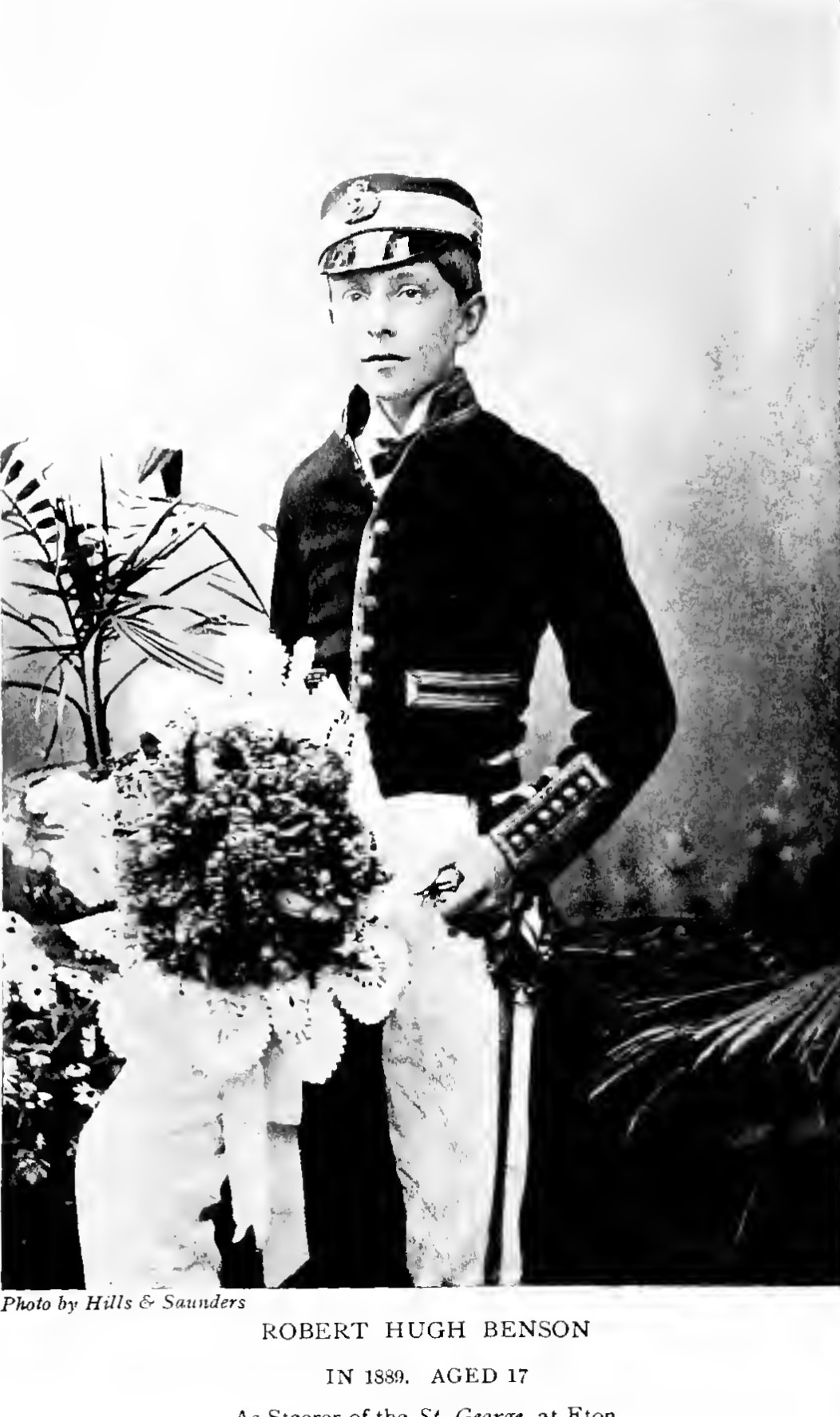
Robert Hugh Benson em 1889, com 17 anos. Do livro "Hugh, Memoirs of a Brother" ("Hugh, Memórias de um Irmão")
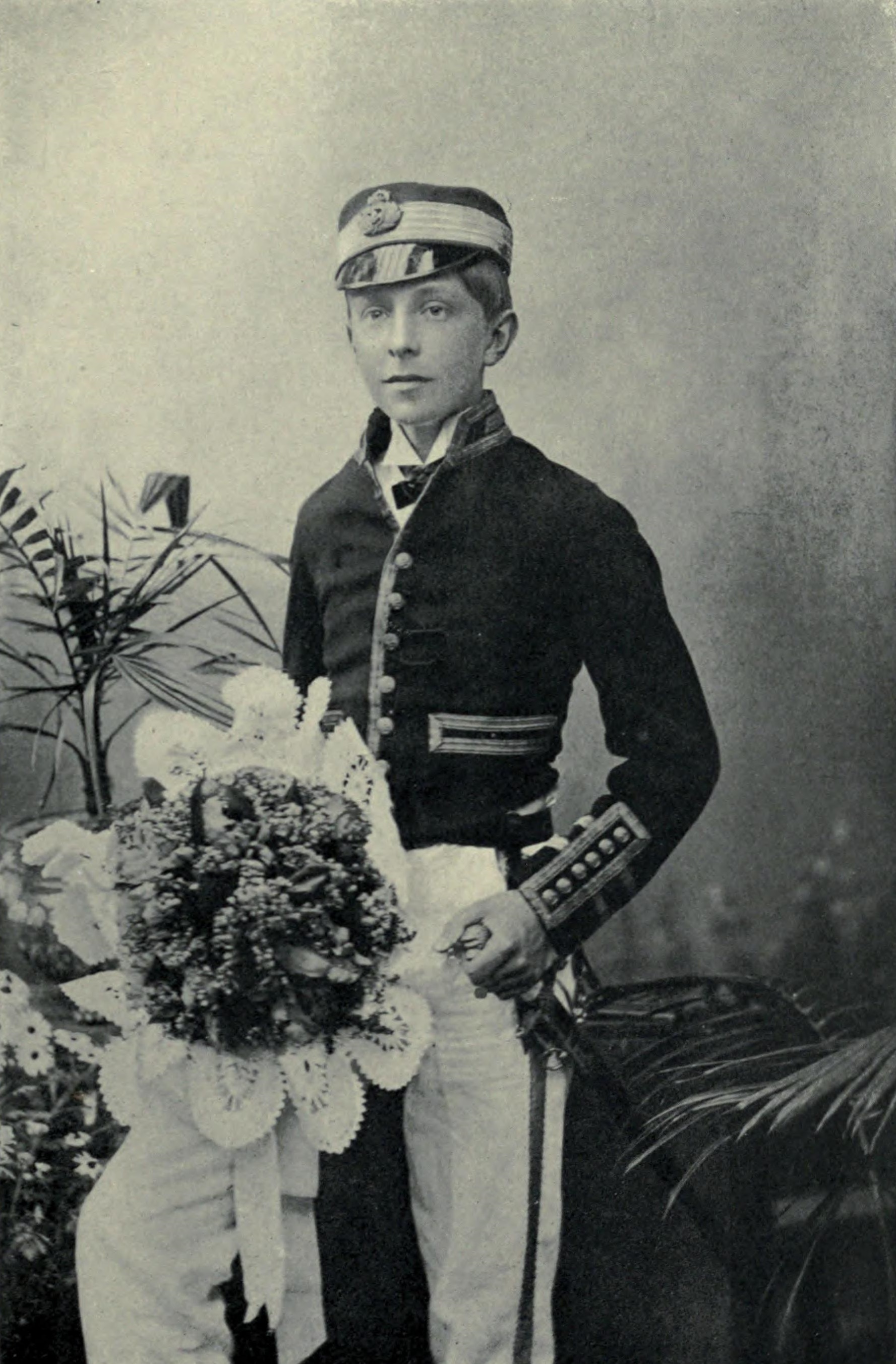
Benson, com 17 anos, por Hills & Saunders, 1889
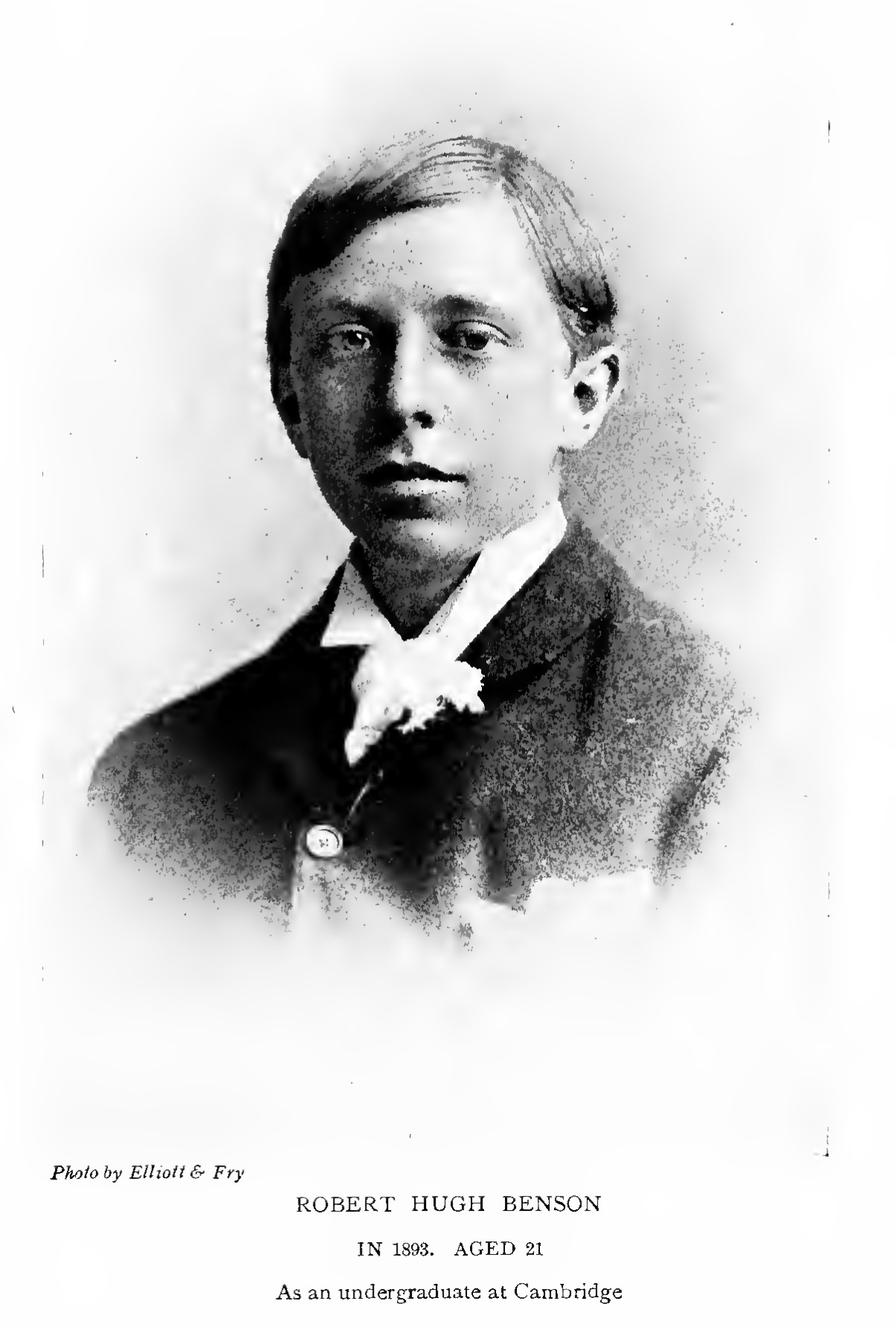
Robert Hugh Benson em 1893, com 21 anos. Como estudante universitário em Cambridge. Do livro "Hugh, Memoirs of a Brother" ("Hugh, Memórias de um Irmão")
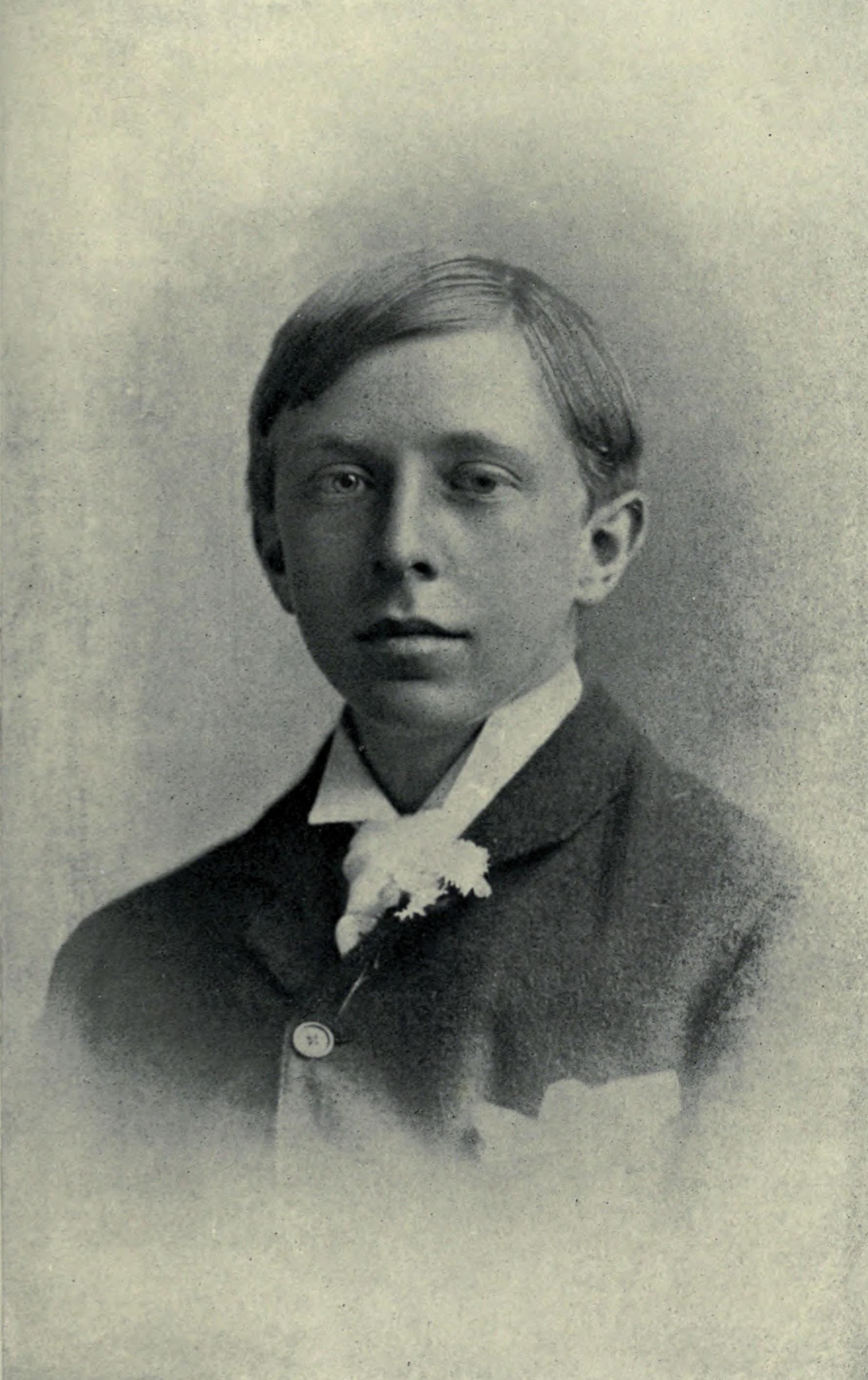
Benson, com 21 anos, por Elliott & Fry, 1893
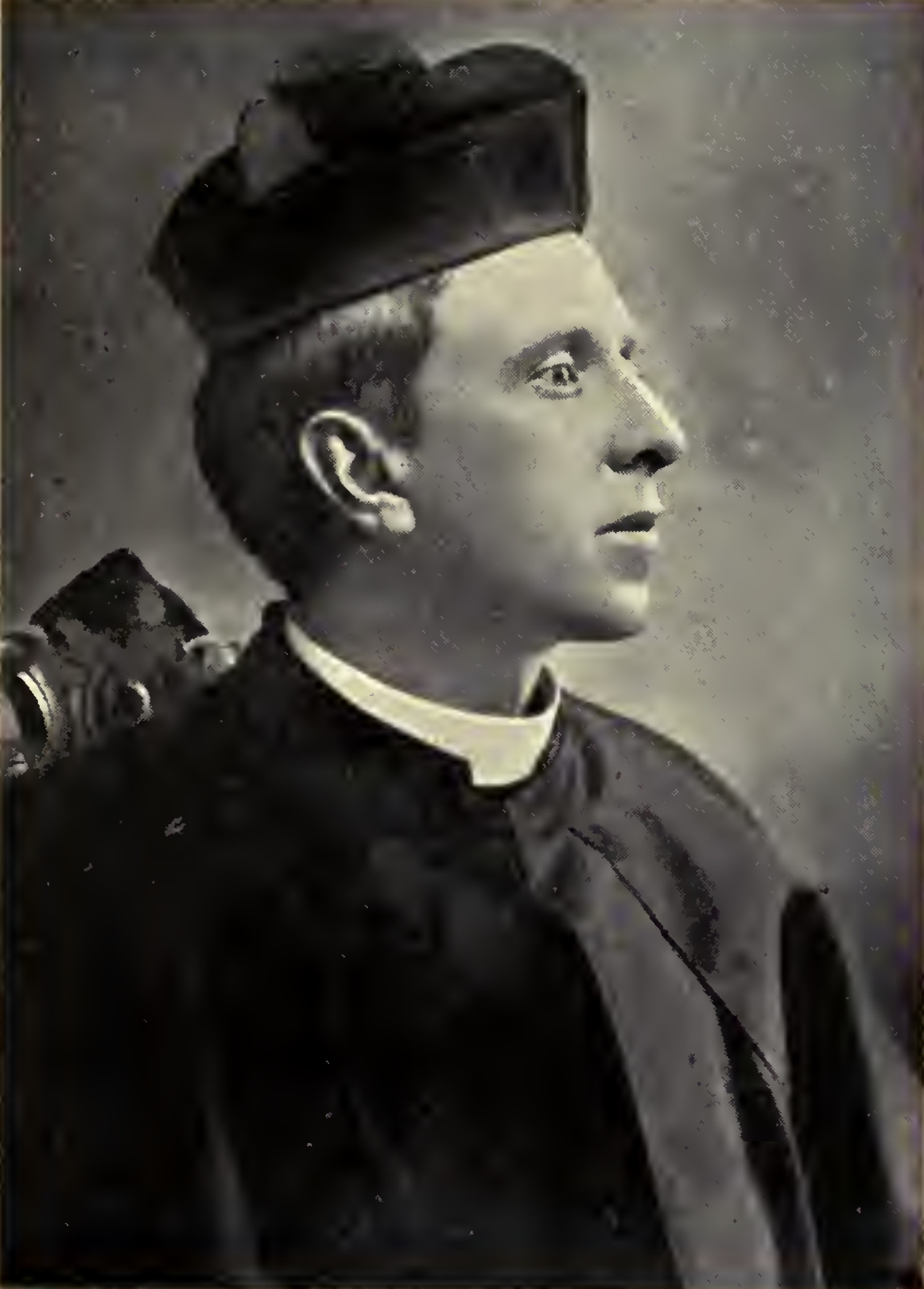
Robert Hugh Benson em 1906
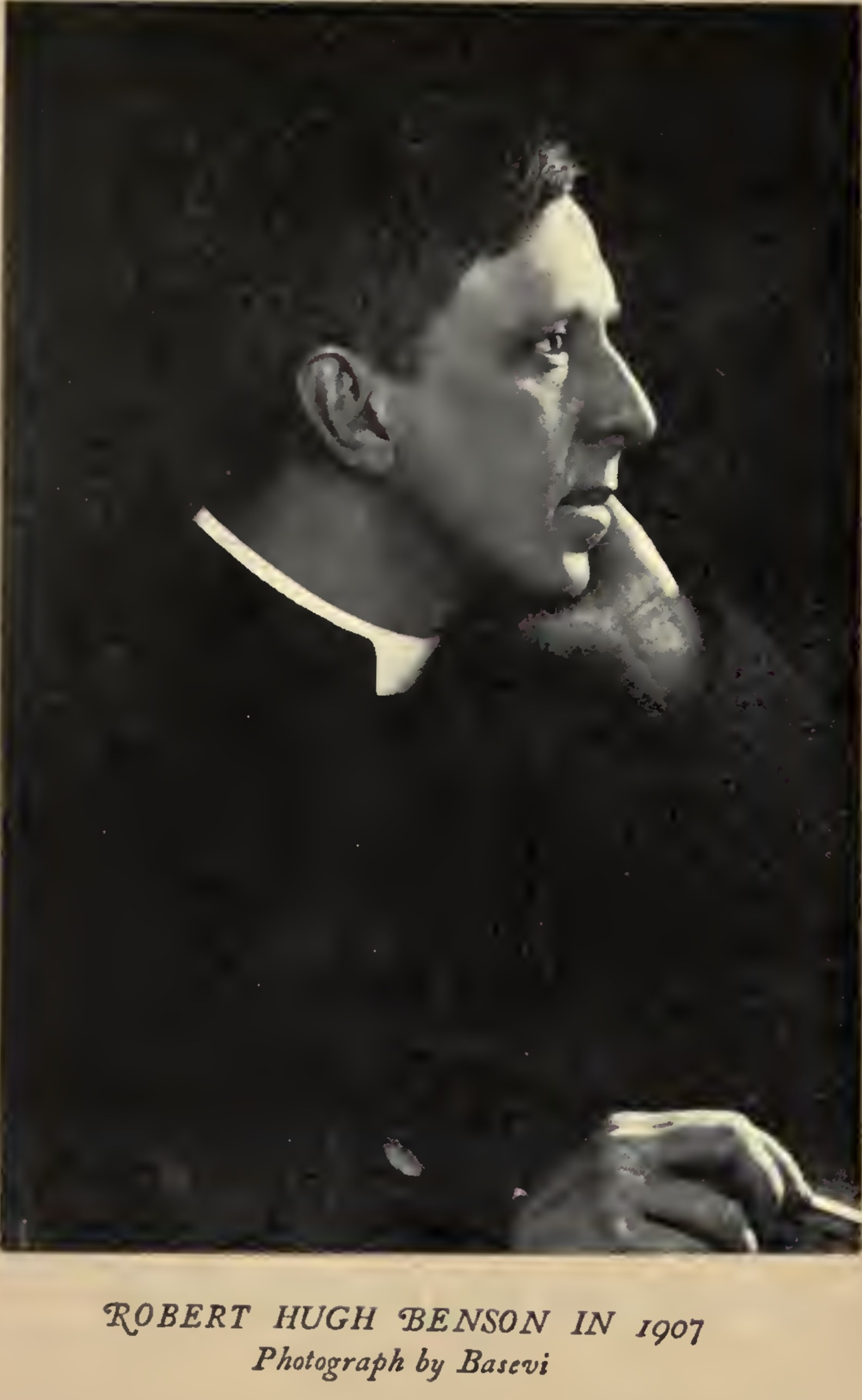
Robert Hugh Benson em 1907. Do livro Memorials of Robert Hugh Benson (Memoriais de Robert Hugh Benson)
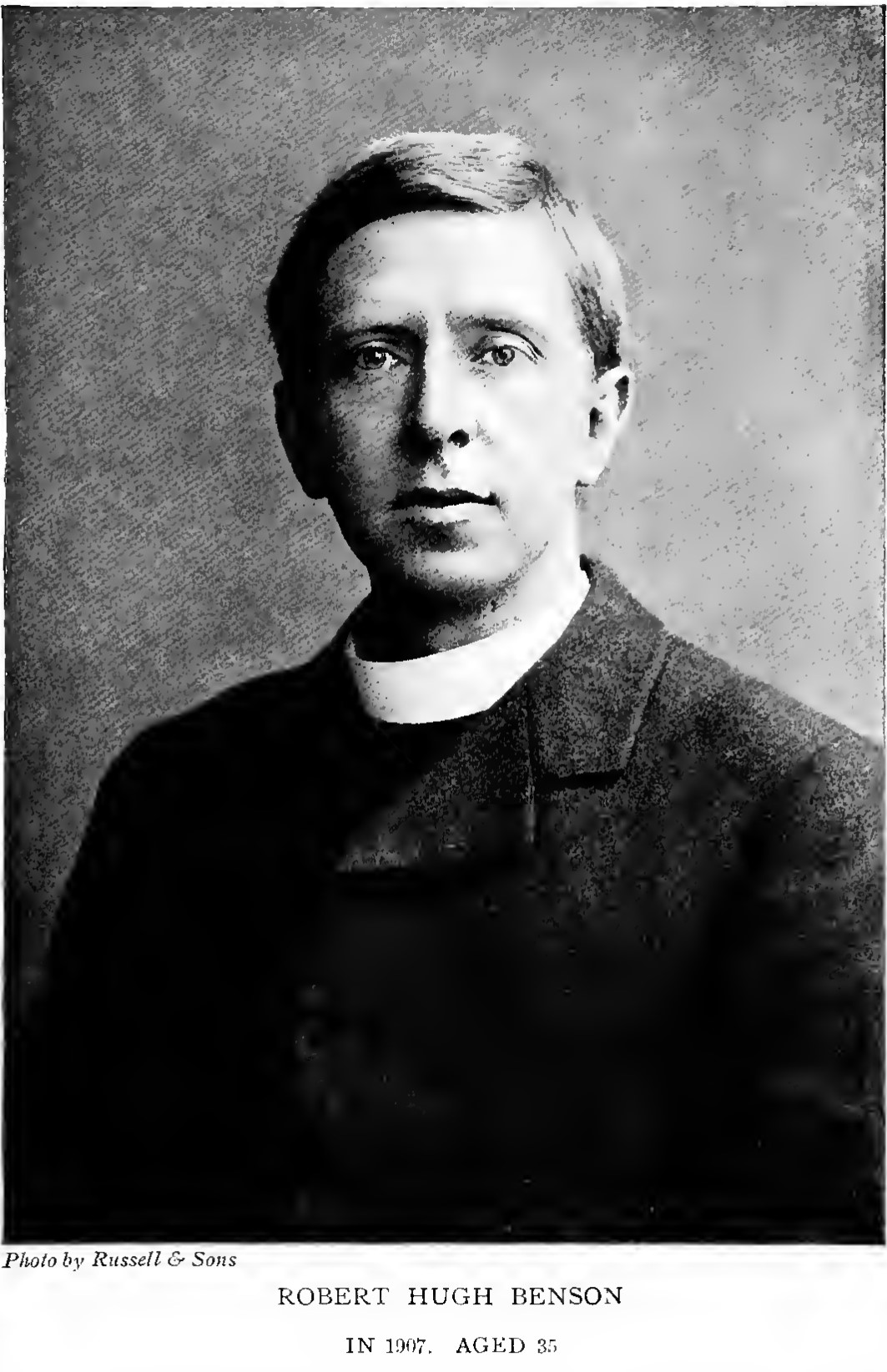
Robert Hugh Benson em 1907, com 35 anos. Do livro "Hugh, Memoirs of a Brother" ("Hugh, Memórias de um Irmão")
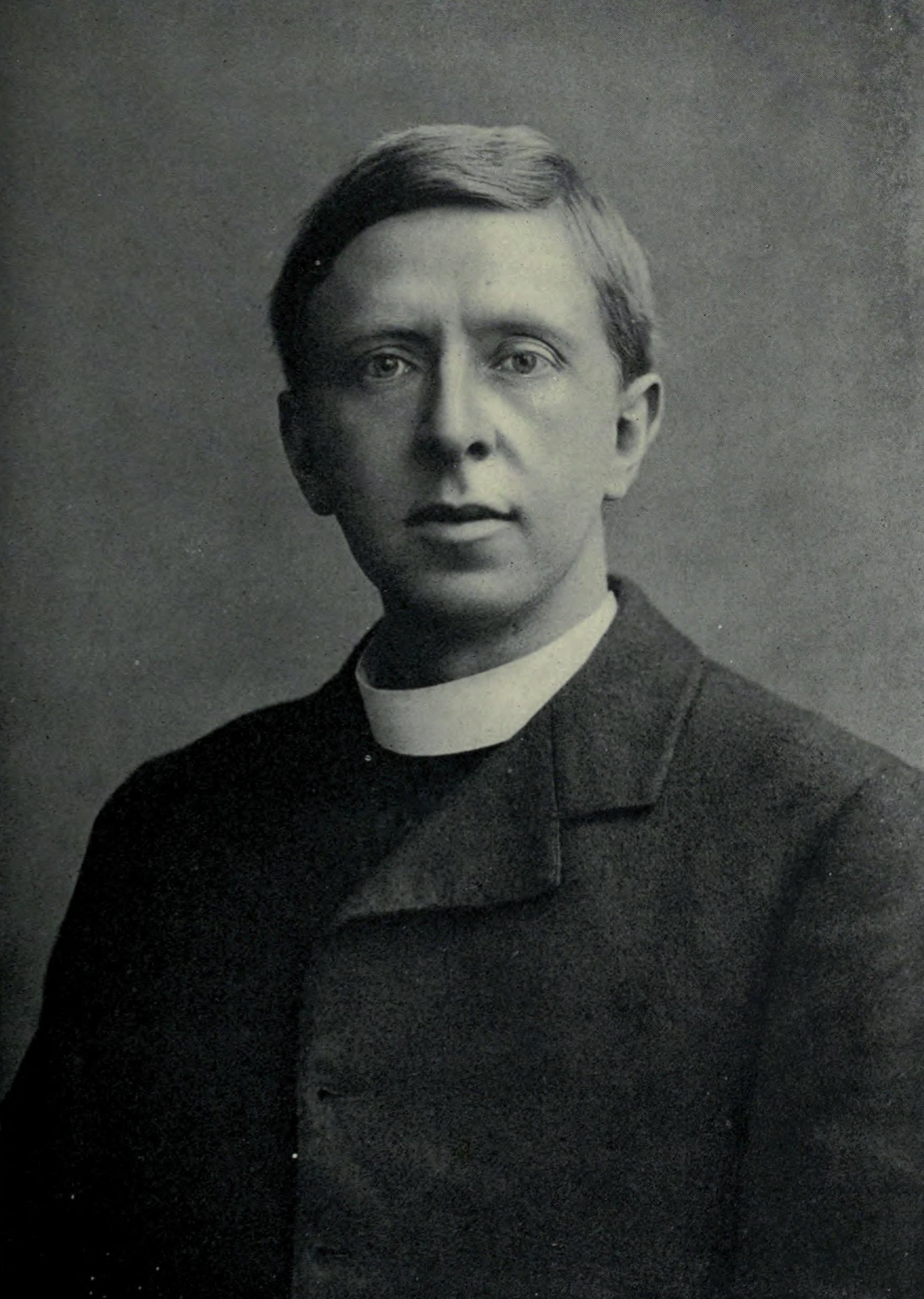
Benson, com 35 anos, por Russell & Sons, 1907
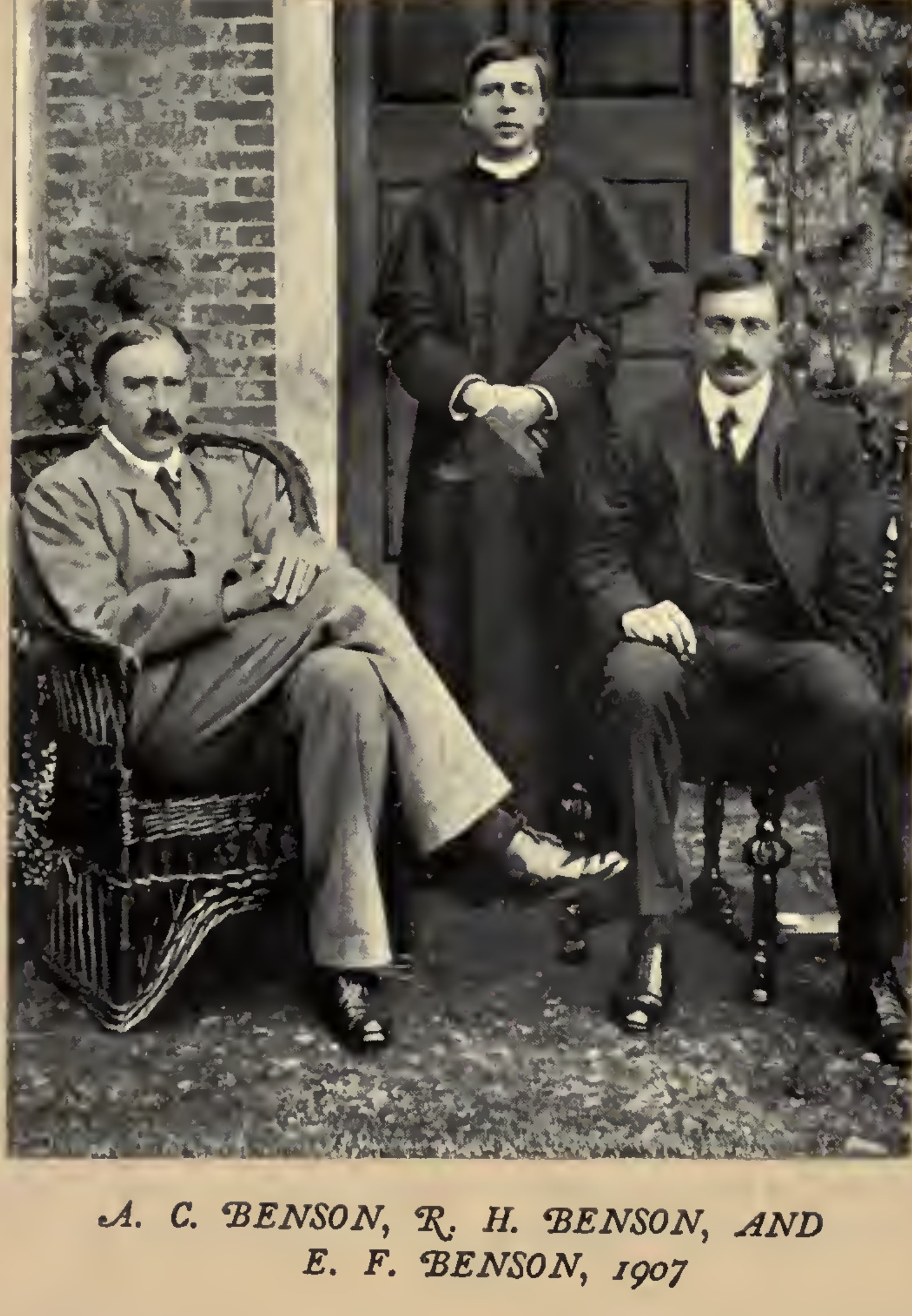
A. C. Benson, R. H. Benson, e E. F. Benson, 1907. Do livro "Hugh, Memoirs of a Brother" ("Hugh, Memórias de um Irmão")
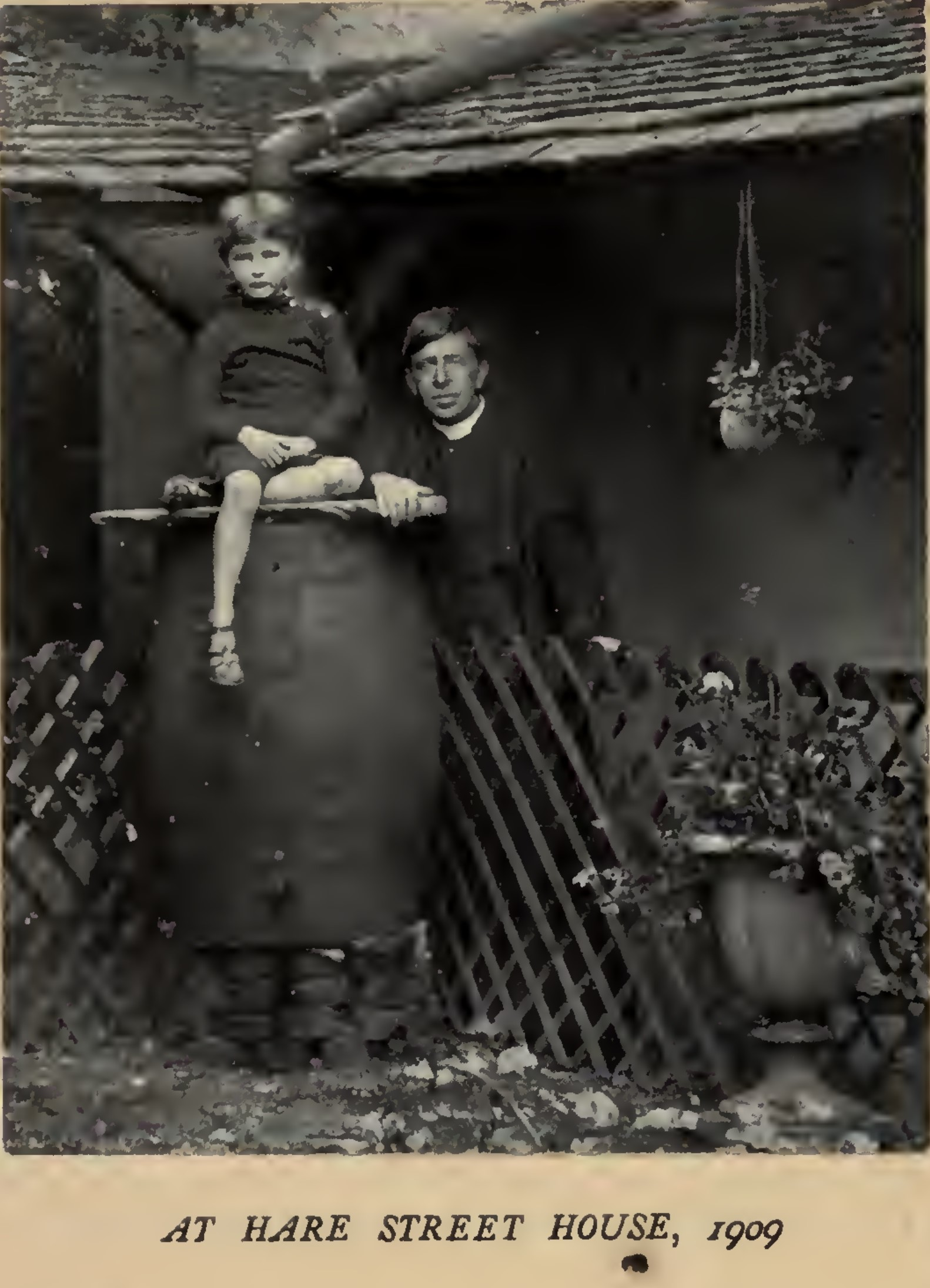
Robert Hugh Benson em Hare Street House 1909. Do livro Memorials of Robert Hugh Benson (Memoriais de Robert Hugh Benson)
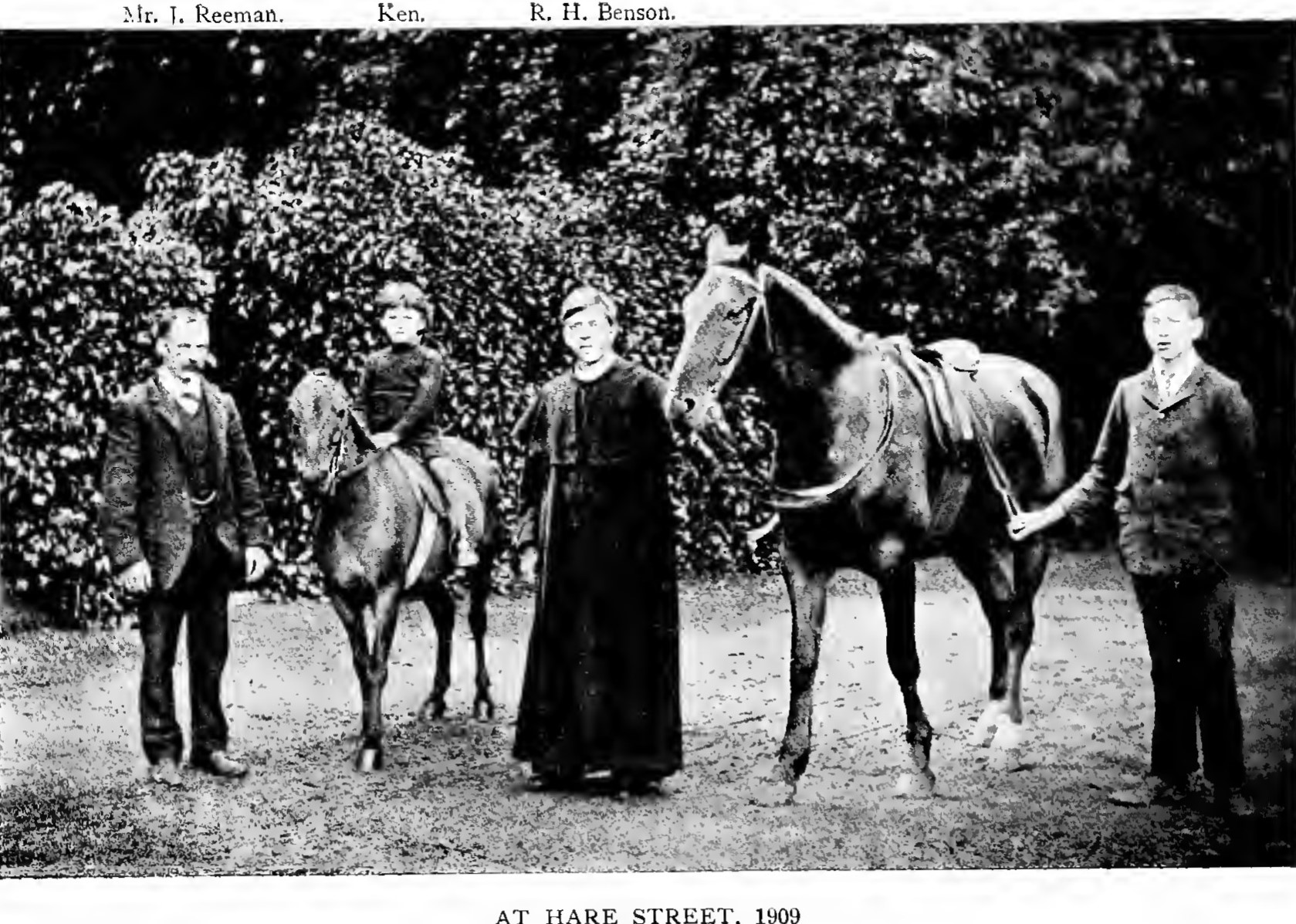
Robert Hugh Benson em Hare Street, 1909. Do livro "Hugh, Memoirs of a Brother" ("Hugh, Memórias de um Irmão")
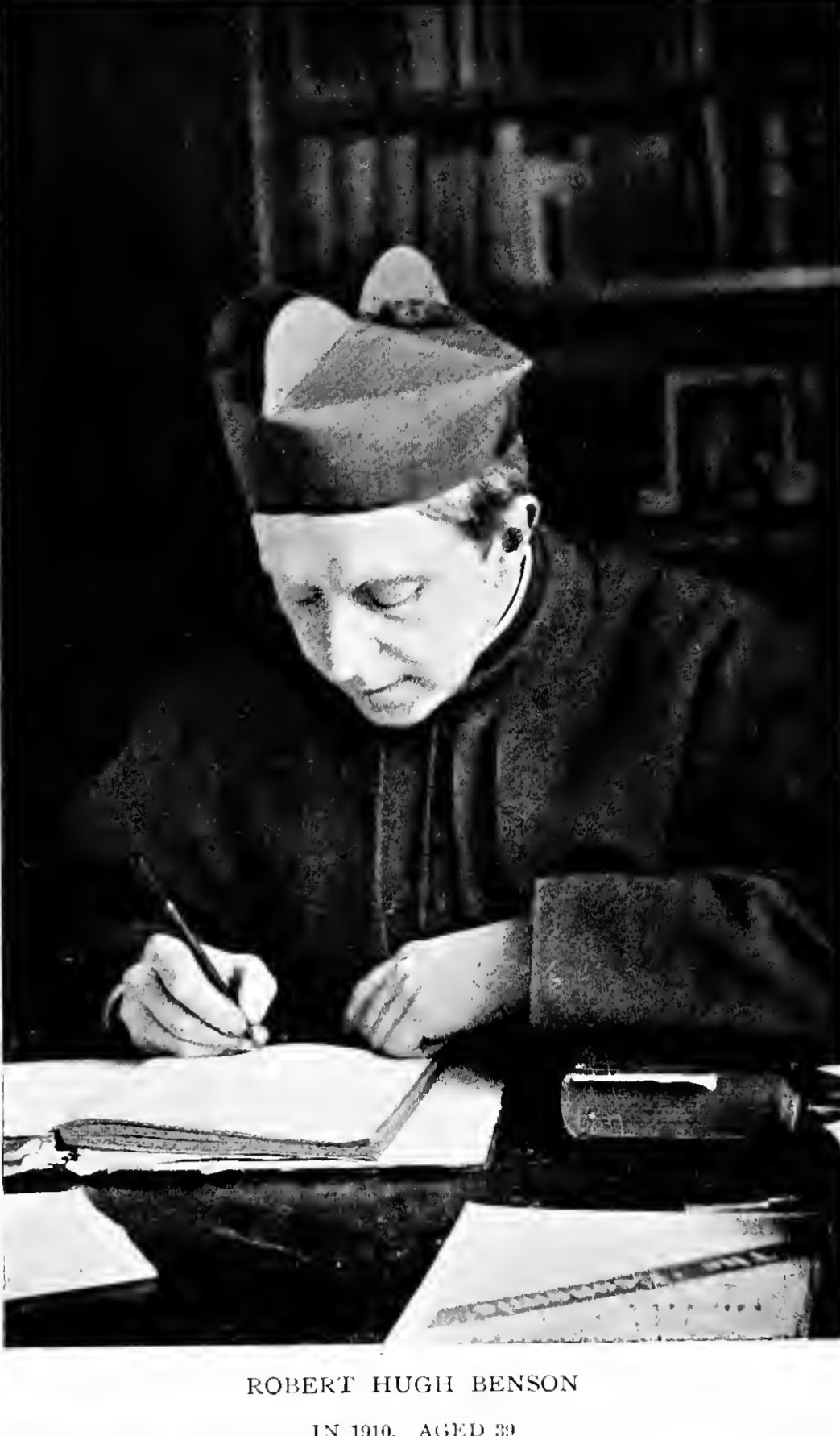
Robert Hugh Benson em 1910, com 39 anos. Do livro "Hugh, Memoirs of a Brother" ("Hugh, Memórias de um Irmão")
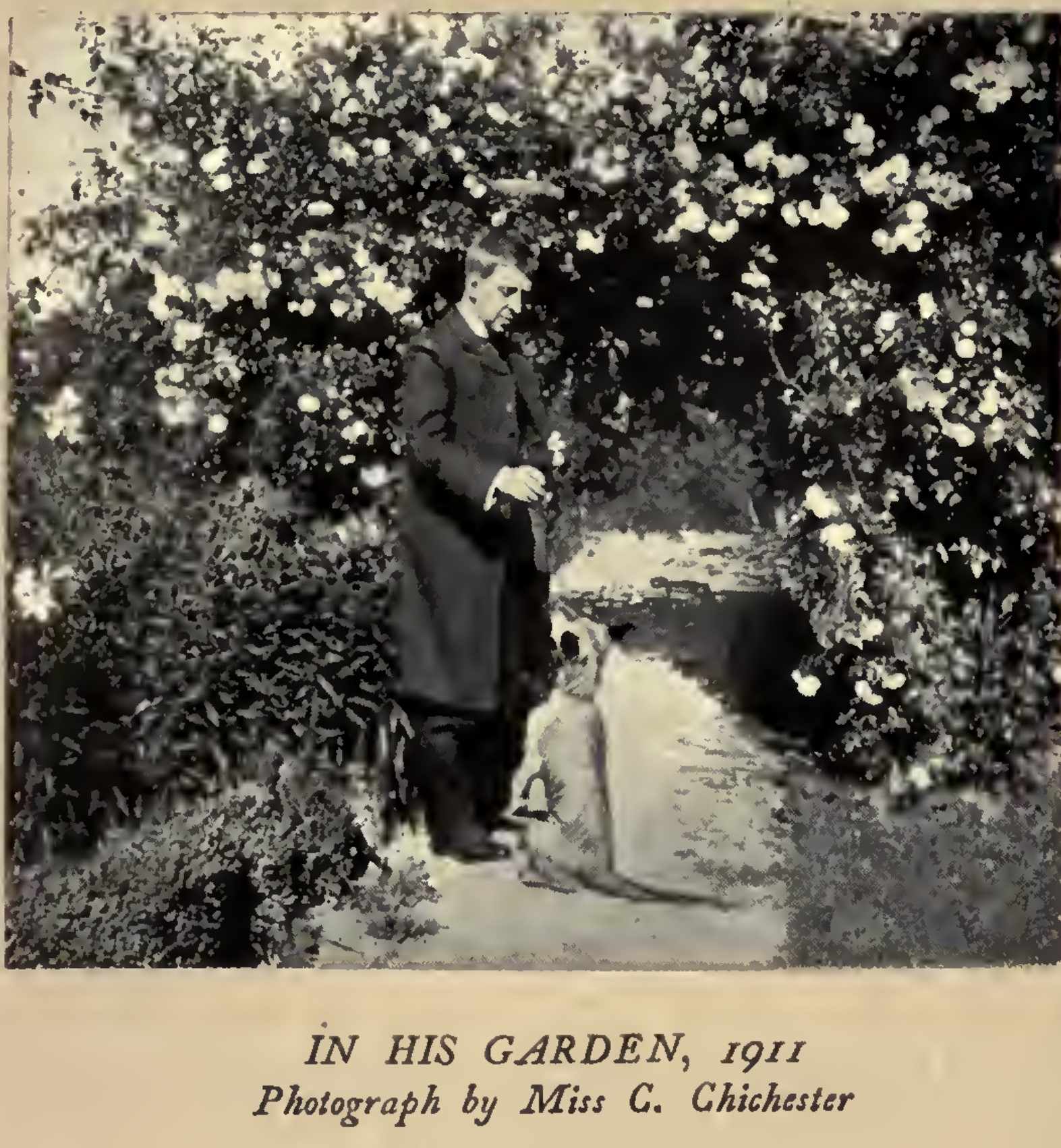
Robert Hugh Benson em seu jardim, 1911. Do livro Memorials of Robert Hugh Benson (Memoriais de Robert Hugh Benson)
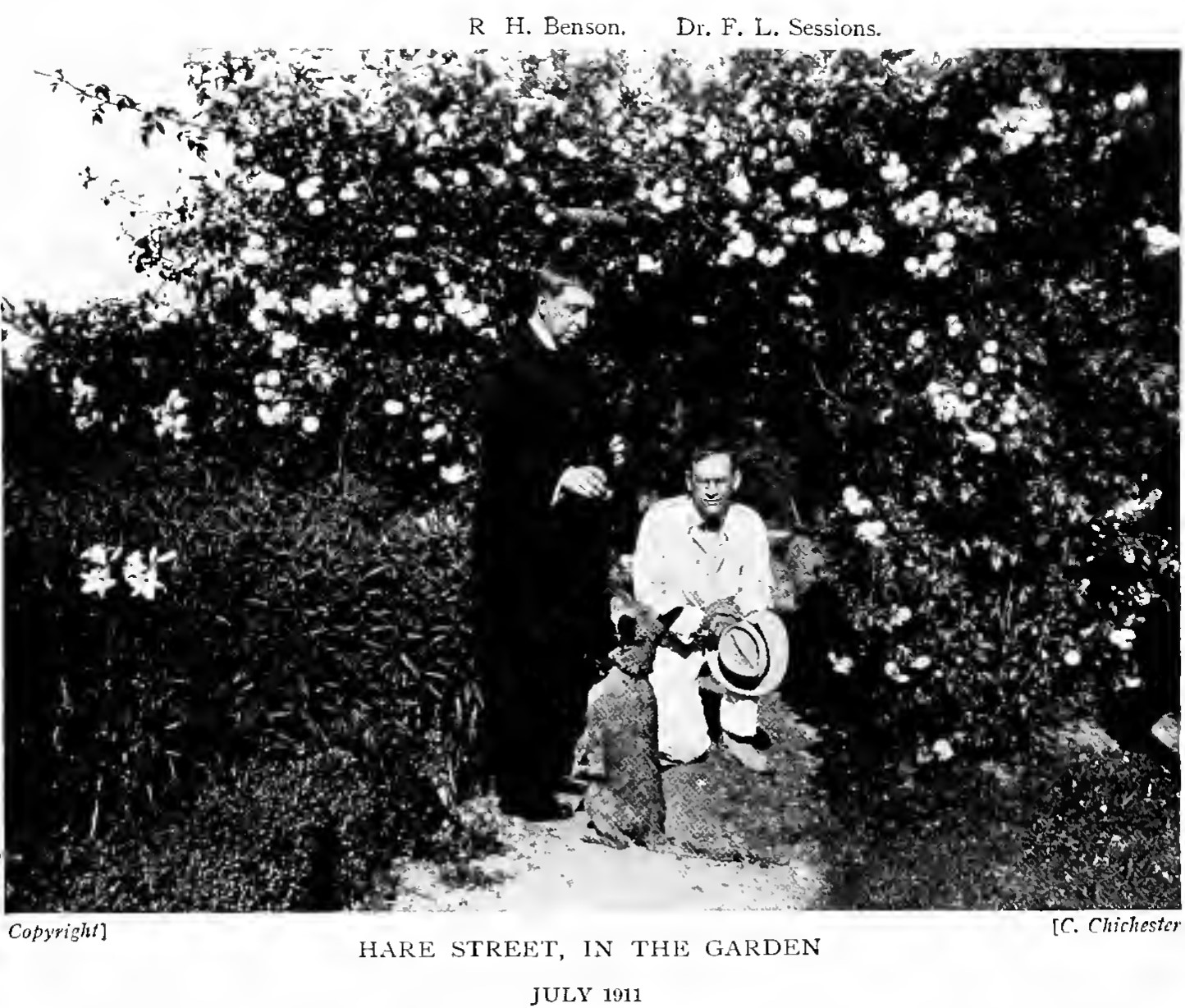
Robert Hugh Benson em Hare Street, no jardim, 1911. Do livro "Hugh, Memoirs of a Brother" ("Hugh, Memórias de um Irmão")
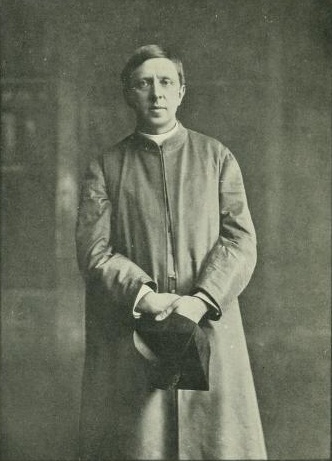
Benson, com 40 anos, por Sarony, 1912
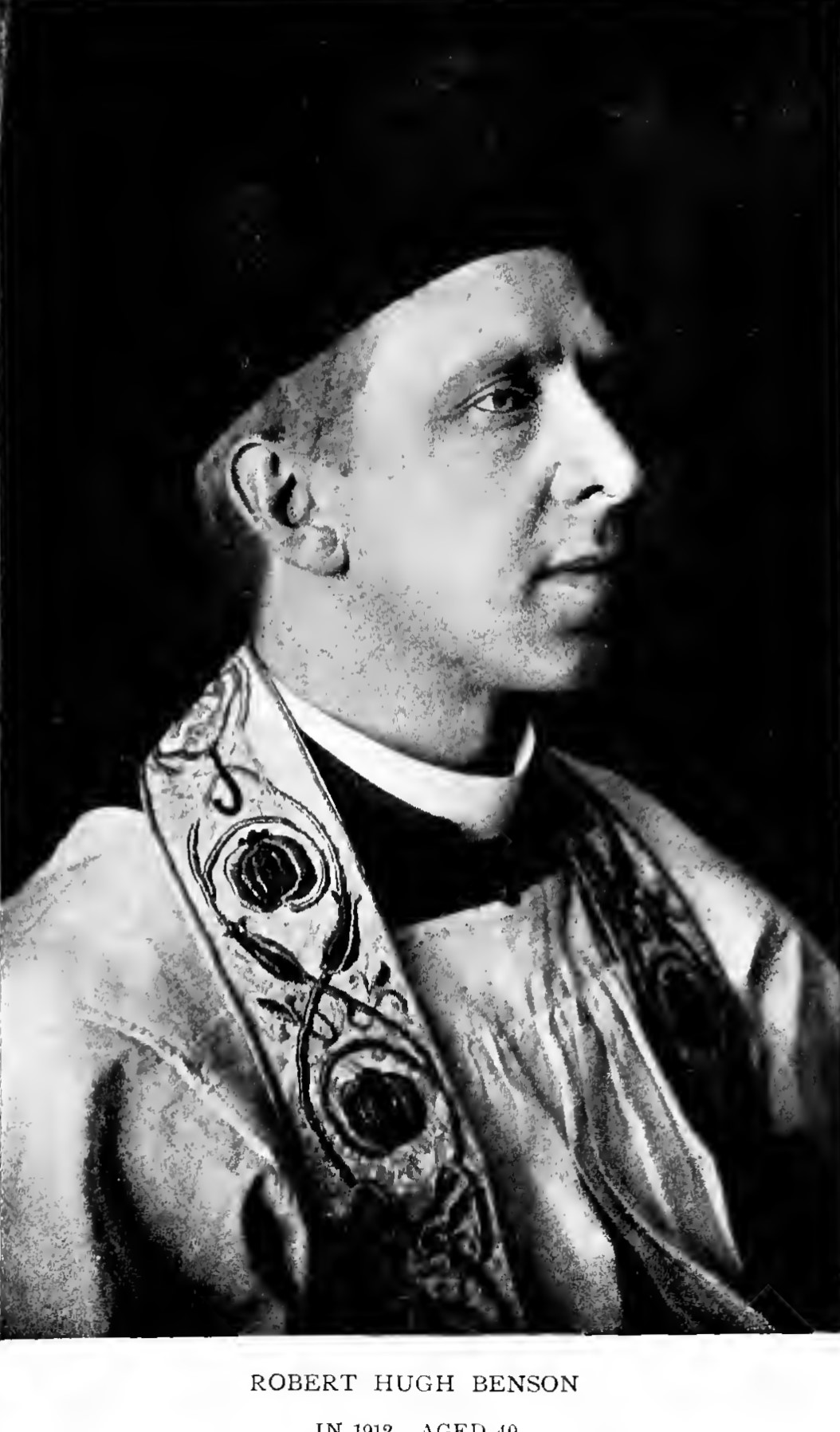
Robert Hugh Benson em 1912, com 40 anos. Do livro "Hugh, Memoirs of a Brother" ("Hugh, Memórias de um Irmão")
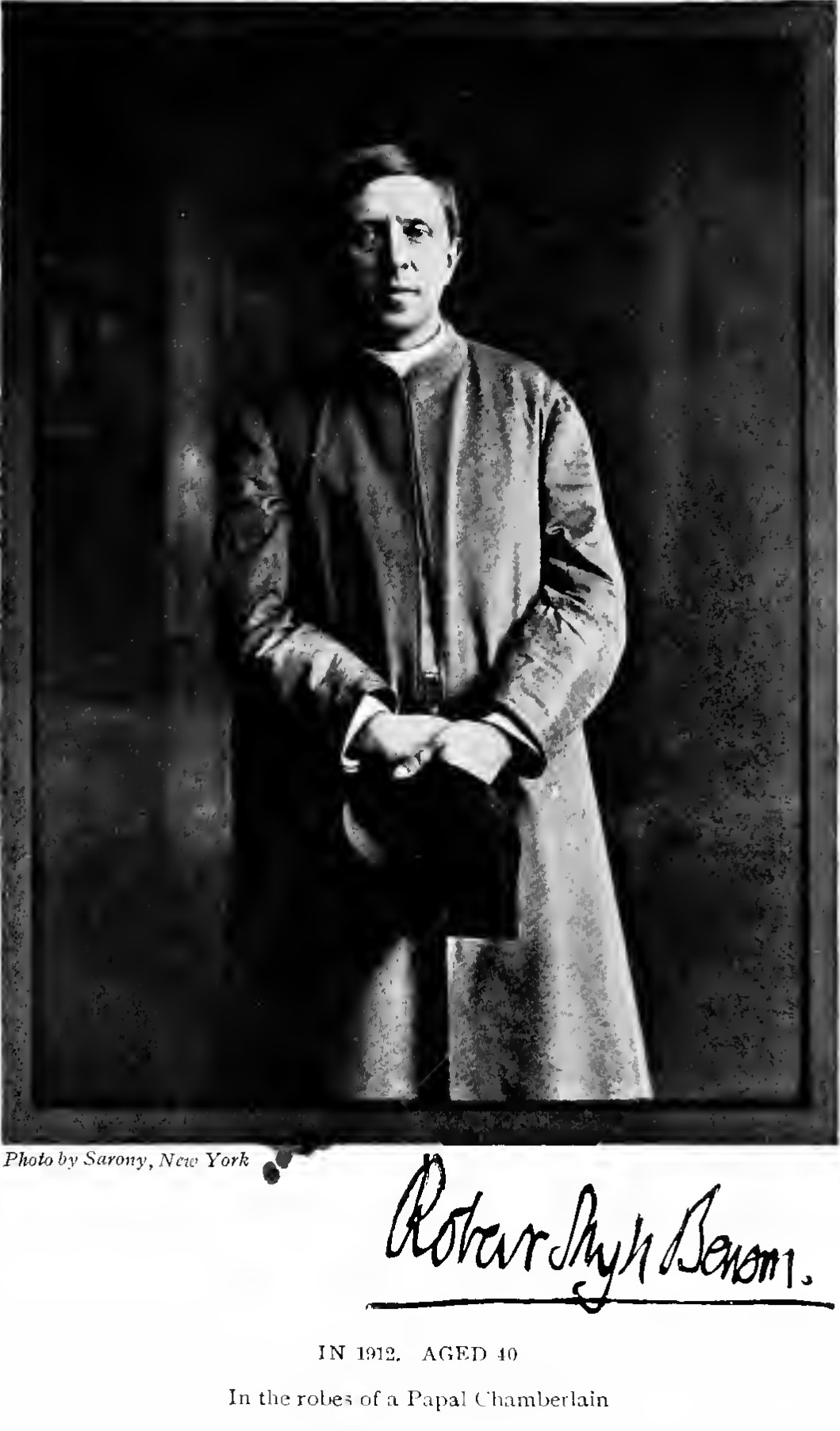
Robert Hugh Benson em 1912 com 40 anos nas Túnicas Camareiro Papal. Do livro "Hugh, Memoirs of a Brother" ("Hugh, Memórias de um Irmão")
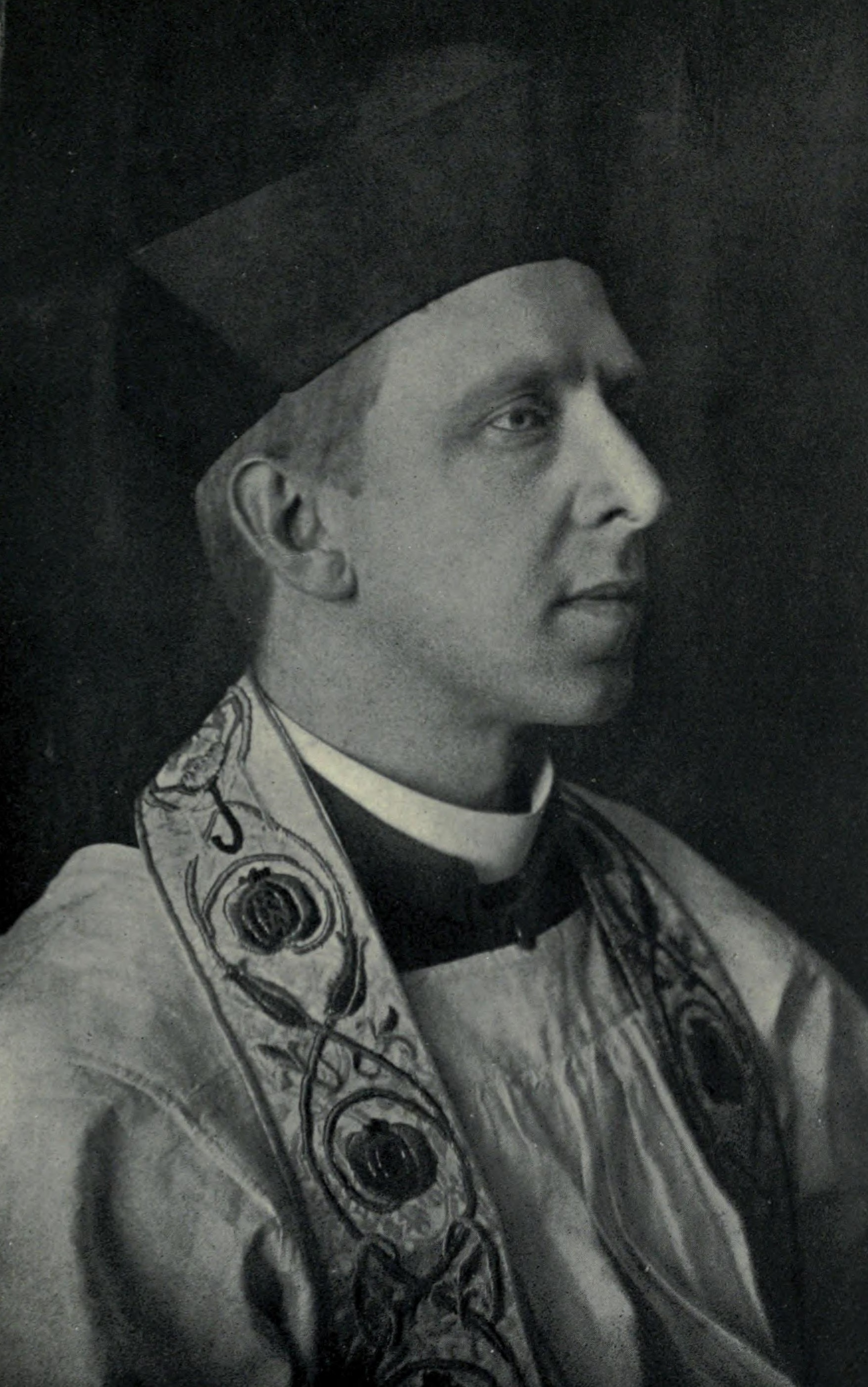
Benson, 40 anos
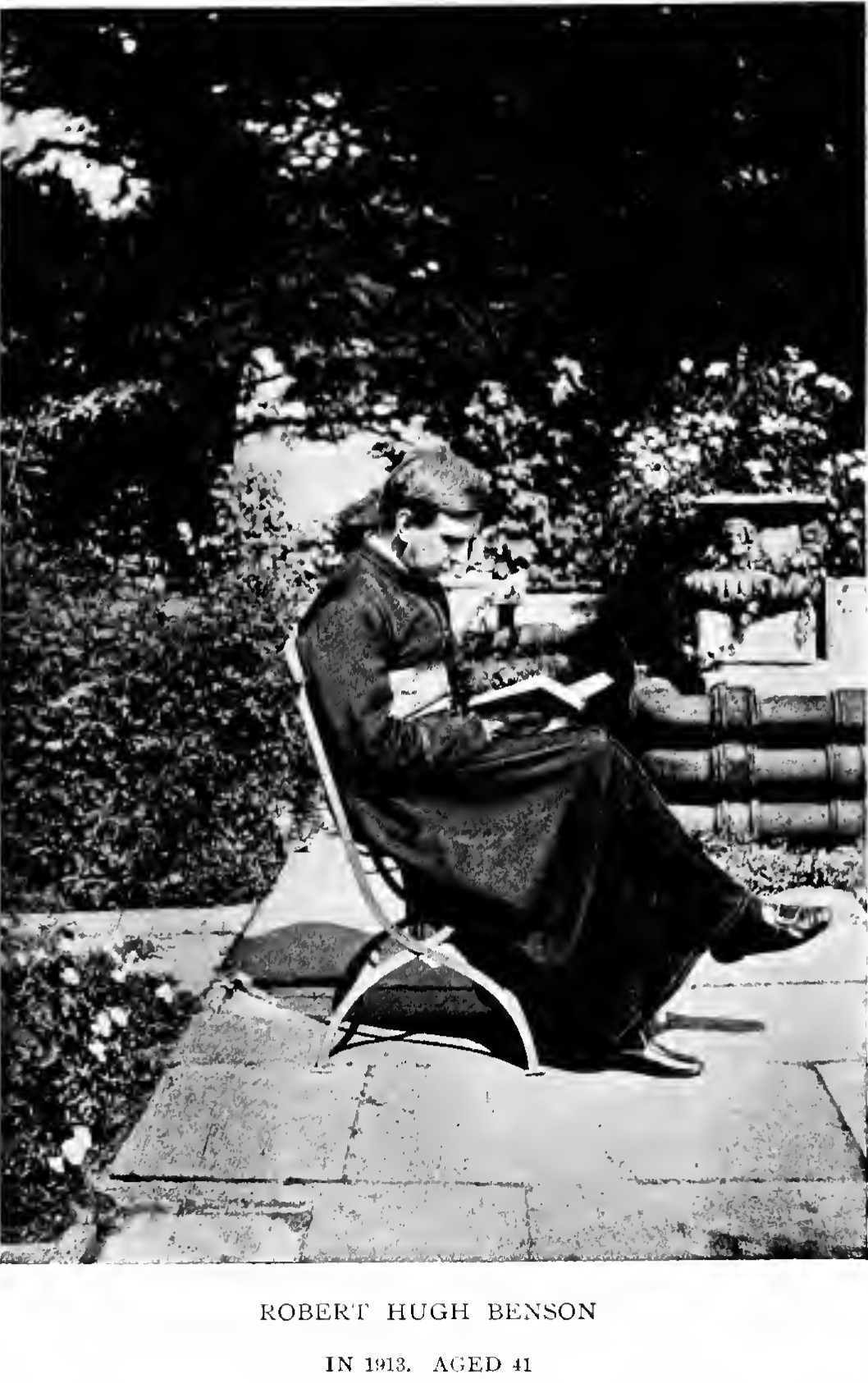
Robert Hugh Benson em 1913, com 41 anos. Do livro "Hugh, Memoirs of a Brother" ("Hugh, Memórias de um Irmão")
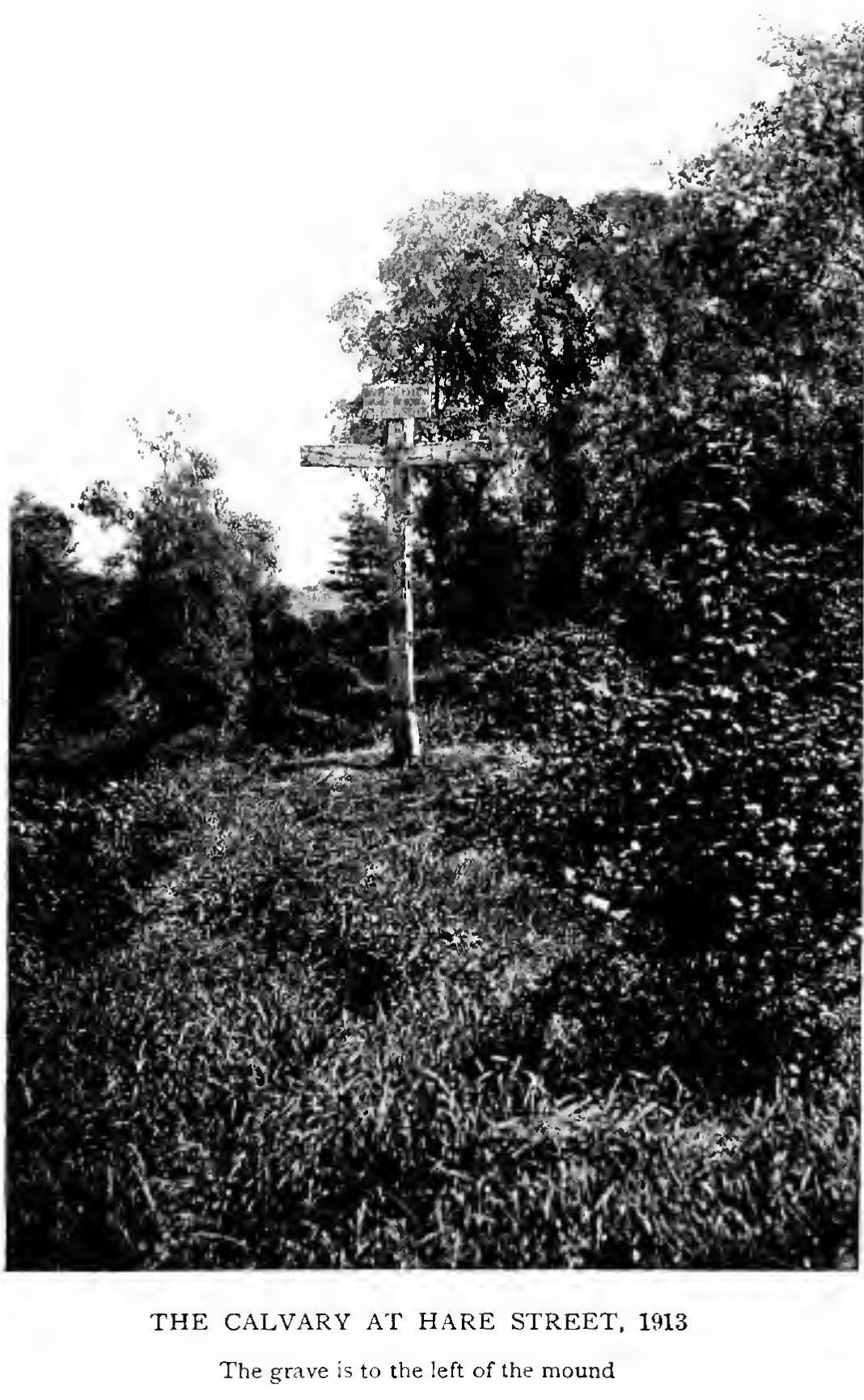
O Calvário em Hare Street, 1913. Do livro "Hugh, Memoirs of a Brother" ("Hugh, Memórias de um Irmão")
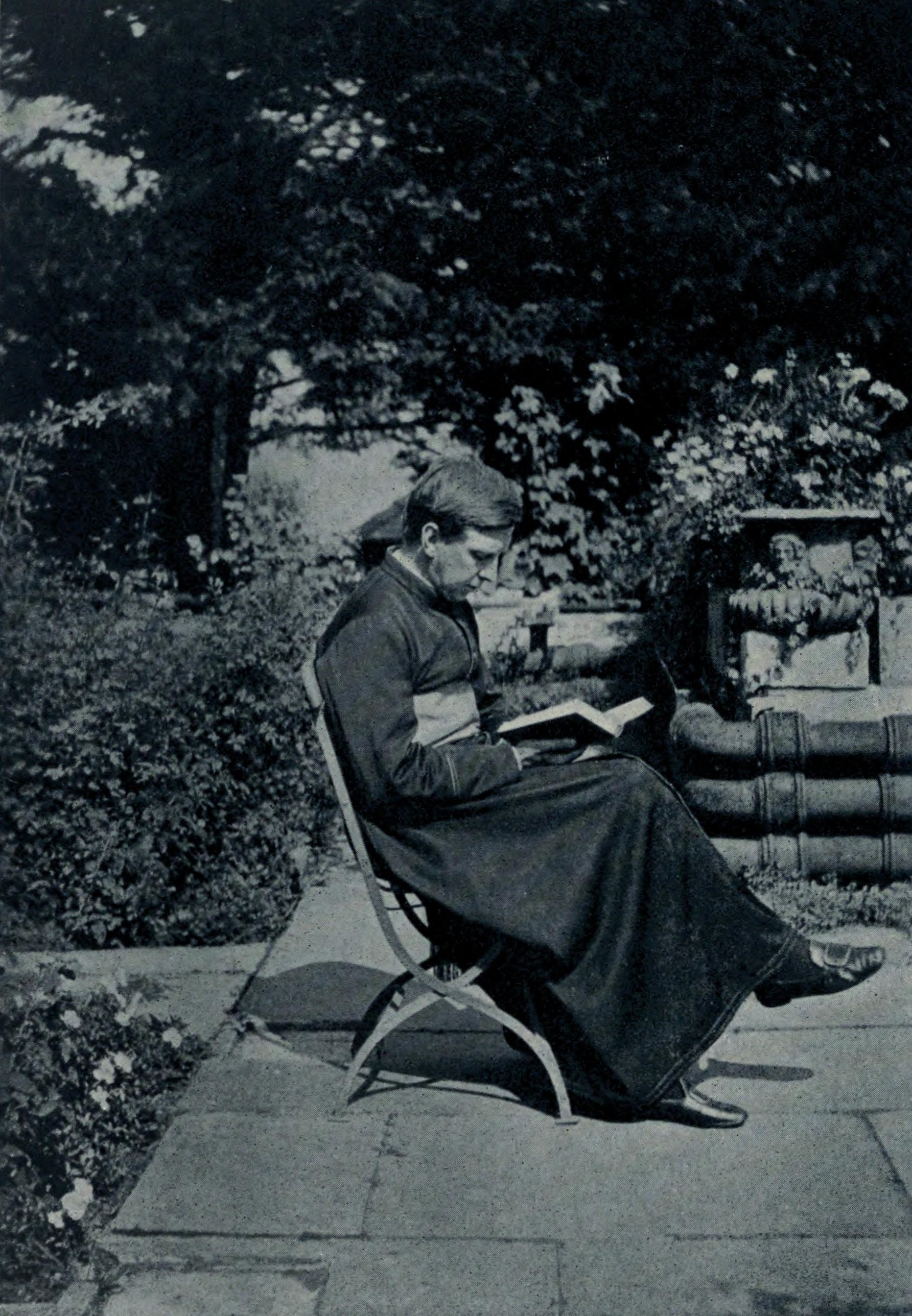
Benson, com 41 anos, 1913
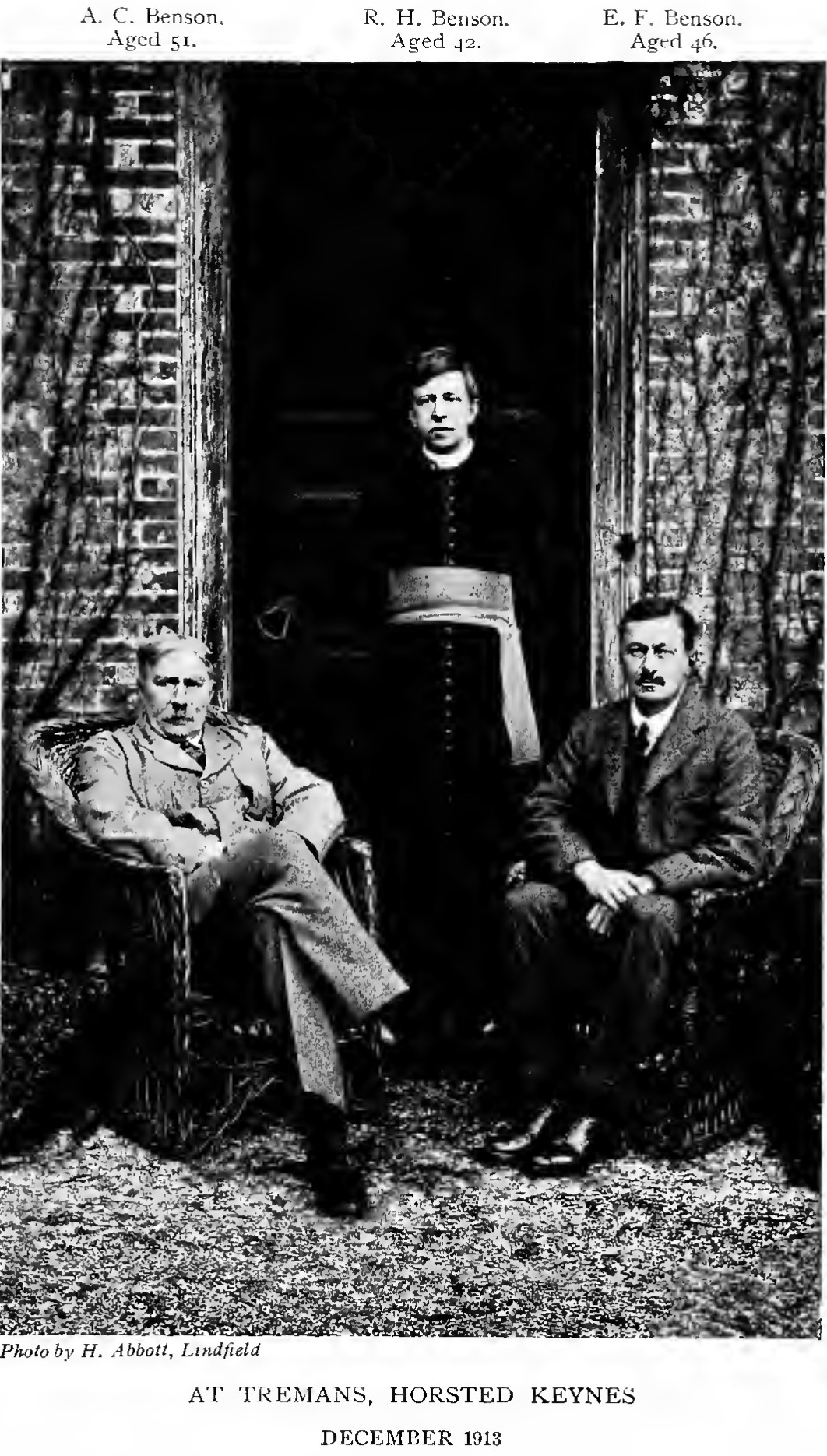
Robert Hugh Benson em Tremans, Horsted Keynes, Dezembro de 1913. Do livro "Hugh, Memoirs of a Brother" ("Hugh, Memórias de um Irmão")
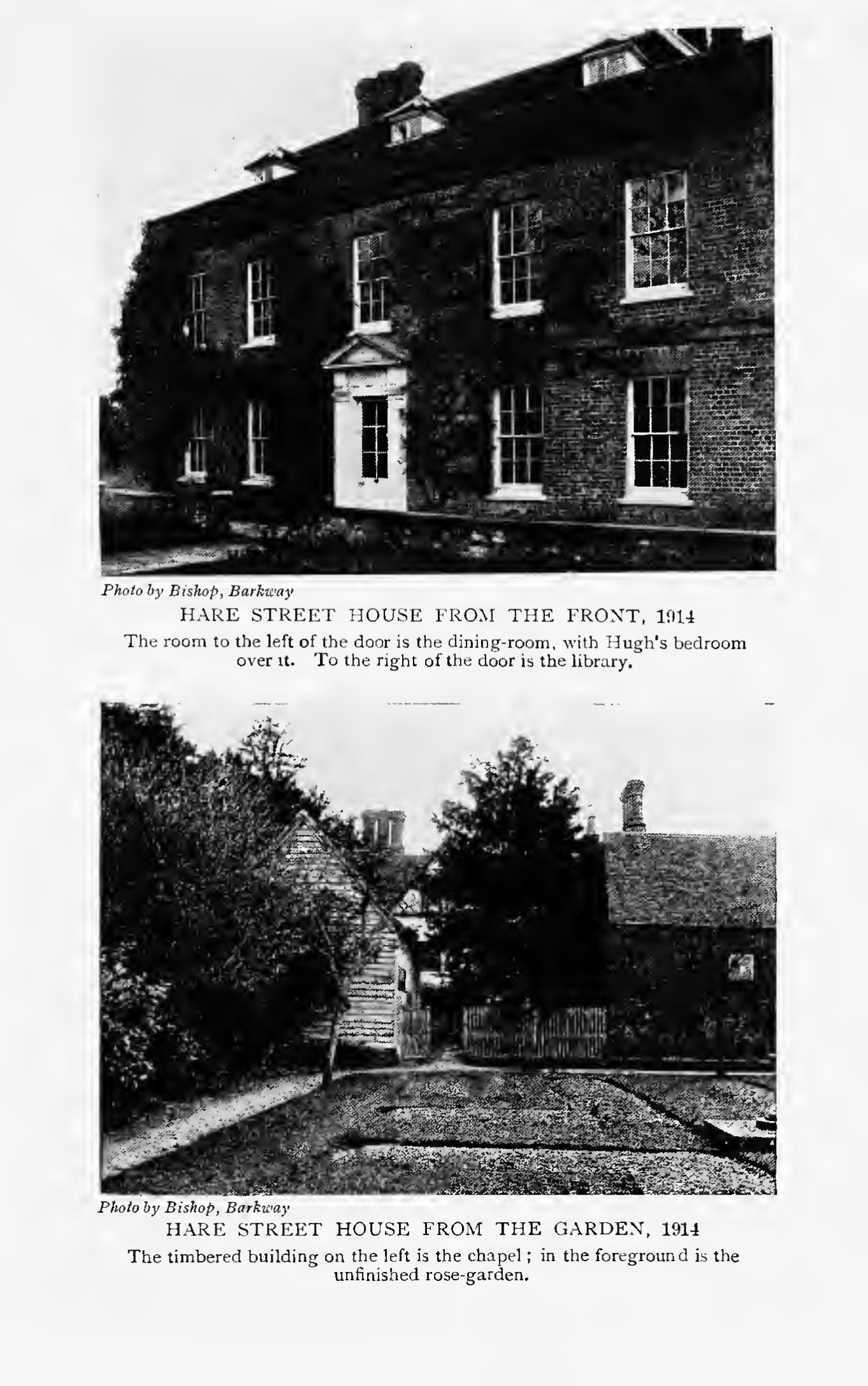
Hare Street House vista de frente e do jardim, 1914. Do livro "Hugh, Memoirs of a Brother" ("Hugh, Memórias de um Irmão")
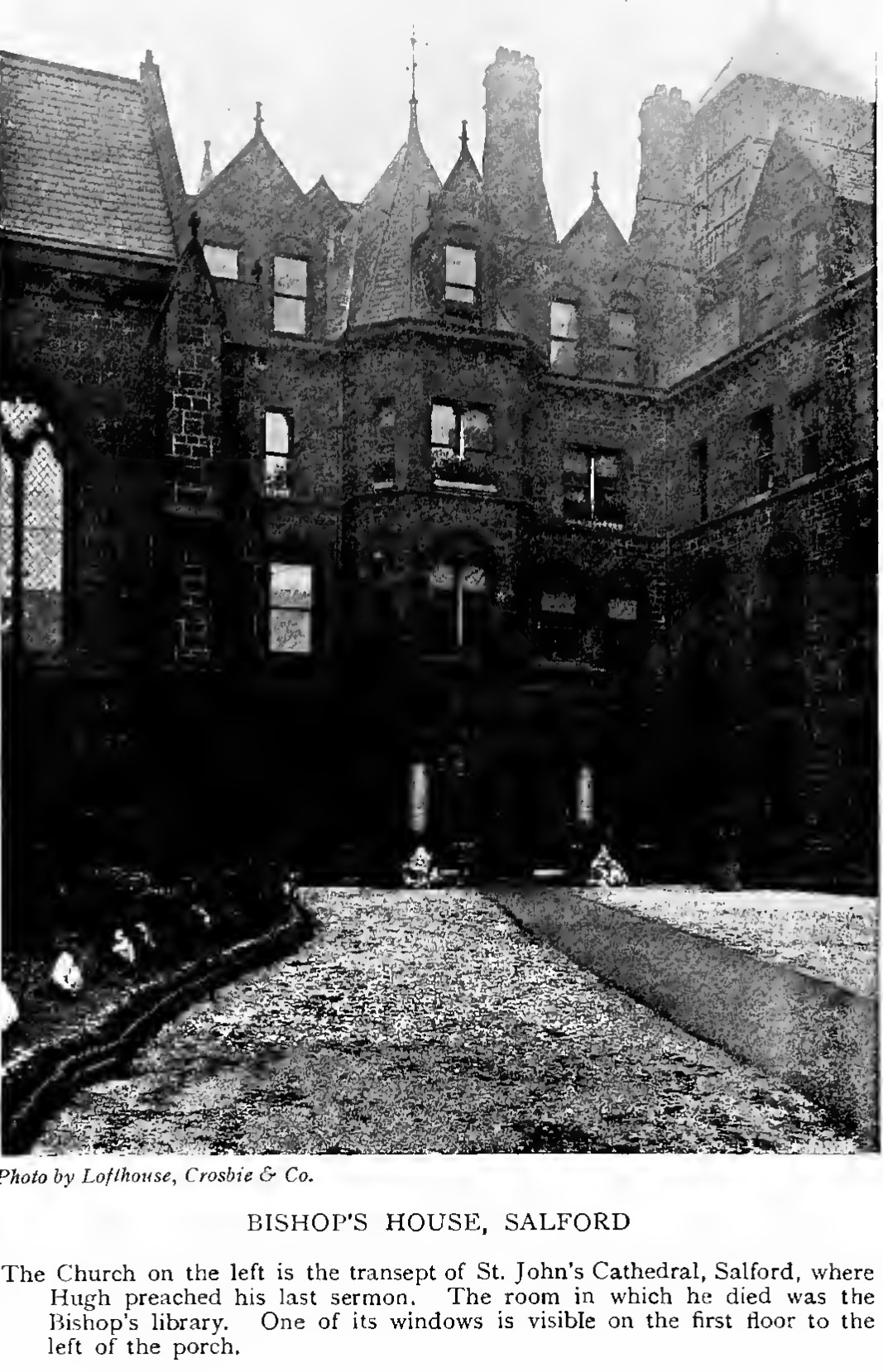
Casa do Bispo, Salford. Do livro "Hugh, Memoirs of a Brother" ("Hugh, Memórias de um Irmão")
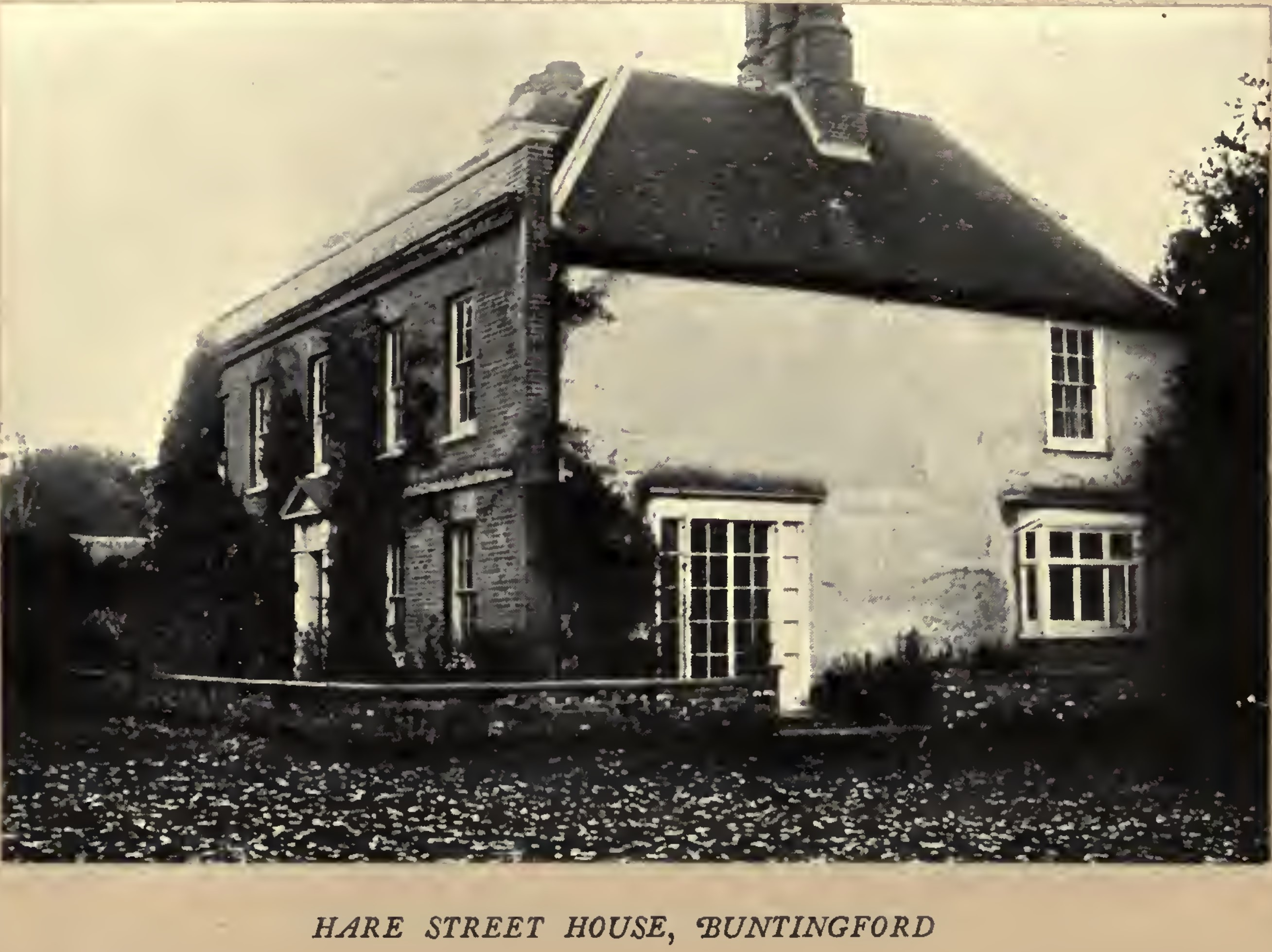
Hare Street House de Robert Hugh Benson, Bunton. Do livro Memorials of Robert Hugh Benson (Memoriais de Robert Hugh Benson)
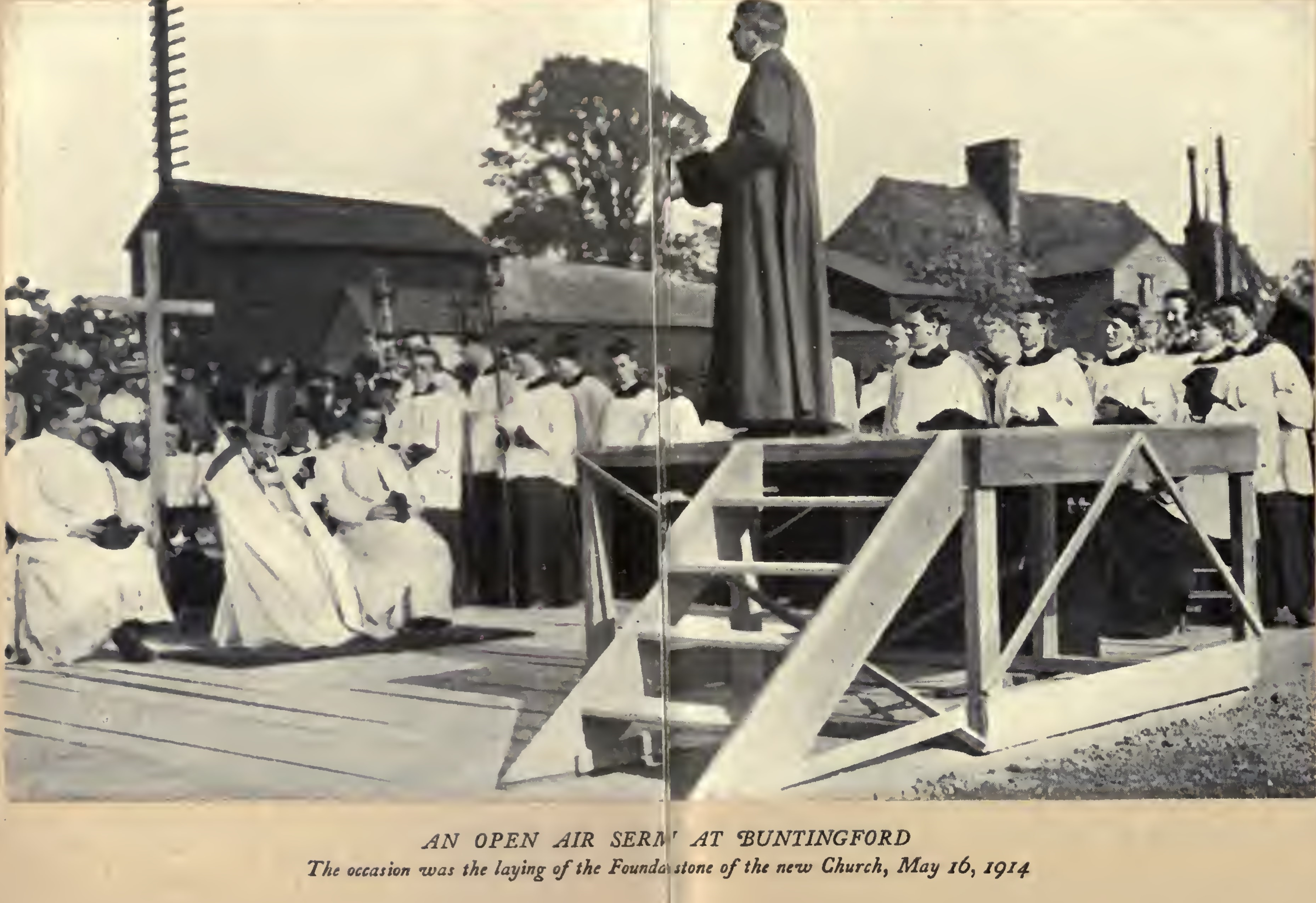
Um serviço a céu aberto em Buntingford mantido por Robert Hugh Benson. Do livro Memorials of Robert Hugh Benson (Memoriais de Robert Hugh Benson)
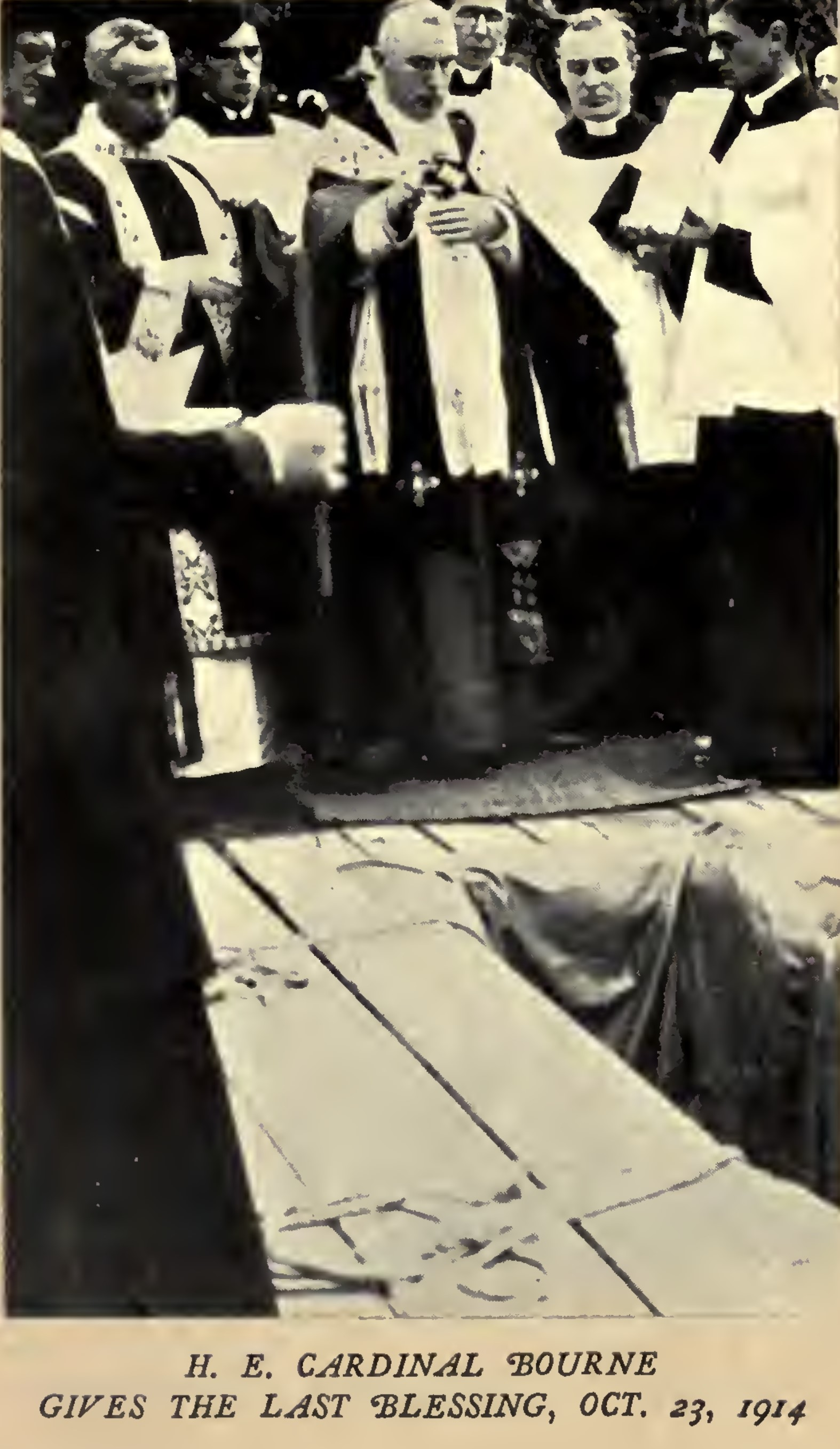
S. E. Cardeal Bourne Dá a Última Benção no Funeral de Robert Hugh Benson. Do livro Memorials of Robert Hugh Benson (Memoriais de Robert Hugh Benson)
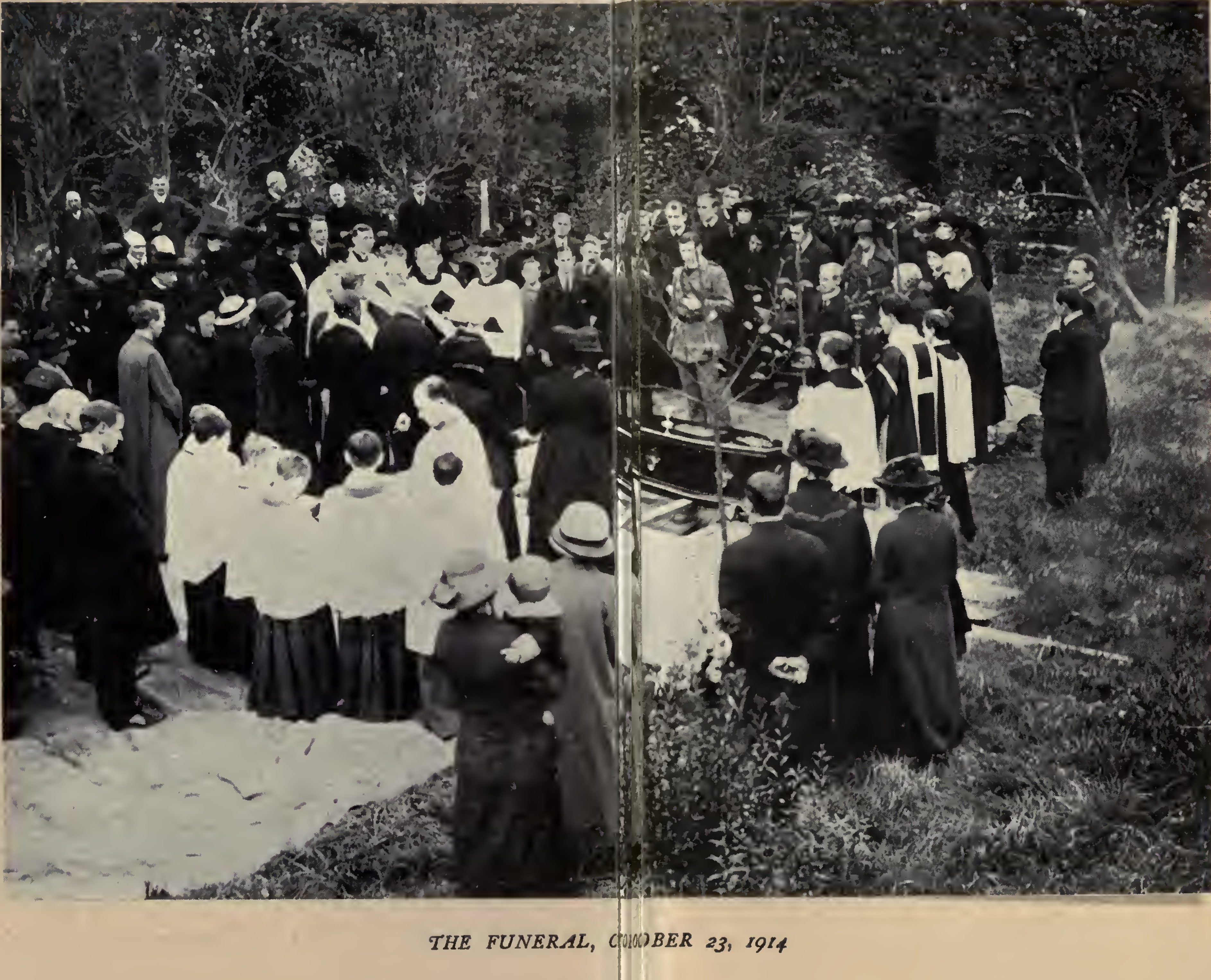
O Funeral de Robert Hugh Benson. Do livro Memorials of Robert Hugh Benson (Memoriais de Robert Hugh Benson)
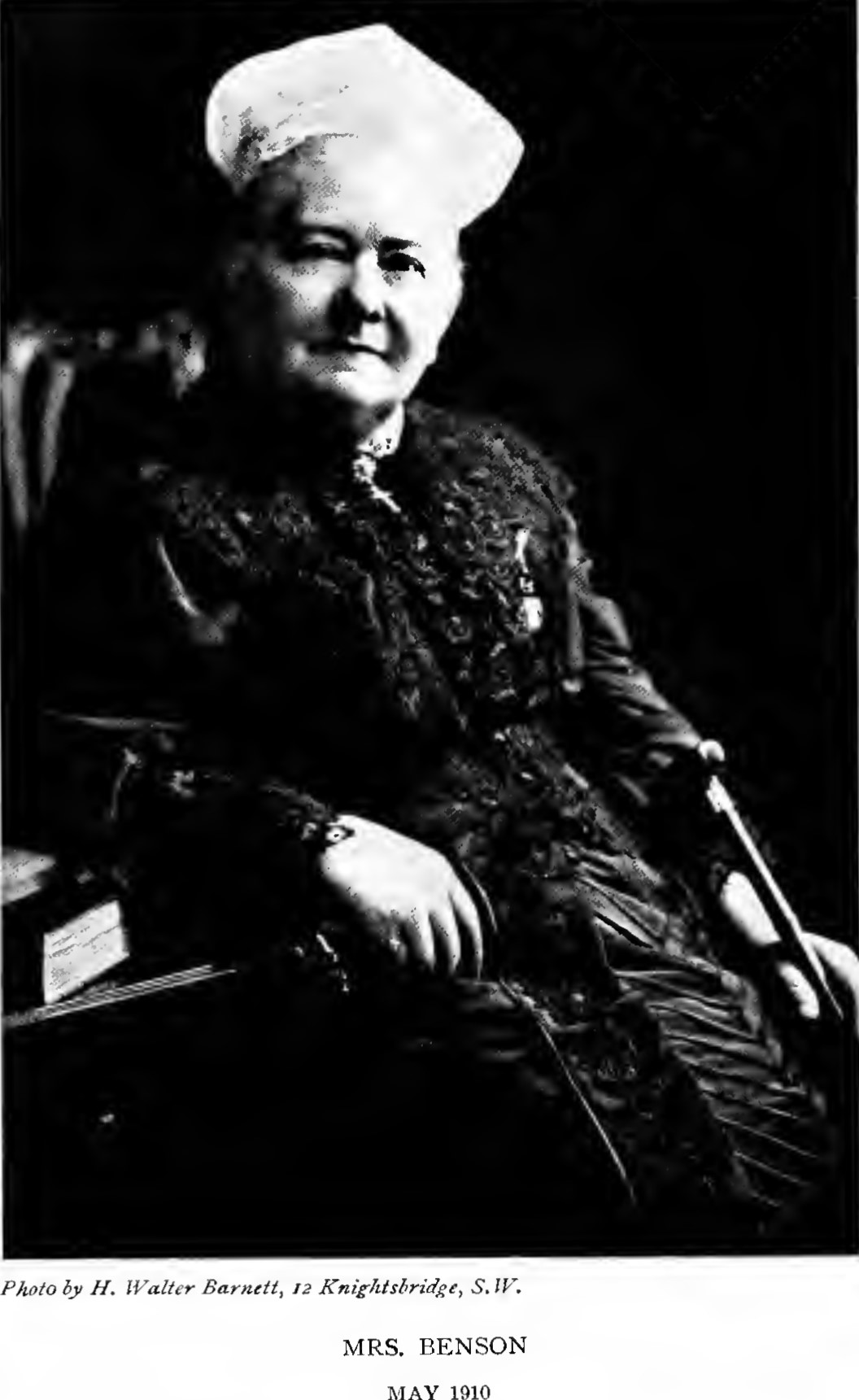
Sra. Benson. Mãe de Robert Hugh Benson. Do livro "Hugh, Memoirs of a Brother" ("Hugh, Memórias de um Irmão")